# ラファエル・ナダル
初代リェバント・デ・マヨルカ侯爵ラファエル・ナダル・パレラ（Rafael Nadal Parera カタルーニャ語: [rəfəˈɛɫ nəˈðaɫ pəˈɾeɾə] スペイン語: [rafaˈel naˈðal paˈɾeɾa], 1986年6月3日 - ）は、スペイン・バレアレス諸島州マナコル出身の元男子プロテニス選手。ATPランキング自己最高位はシングルス1位、ダブルス26位。ATPツアーでシングルス92勝、ダブルス11勝を挙げた。身長185cm、体重85kg。左利き、バックハンド・ストロークは両手打ち。
グランドスラム優勝回数歴代2位（22回）
、史上7人目となるキャリア・グランドスラム達成者であり、史上4人目のダブルキャリア・グランドスラム達成者。全仏オープン最多連勝記録・最多5連覇含む14回優勝、オープン化以降最多のグランドスラム同一大会14回優勝、史上2人目となるキャリア・ゴールデン・スラムを史上最年少の24歳3か月で達成、2010年にはオープン化では5人目となる4大大会3冠達成、マスターズ1000では歴代2位となる36回の優勝記録を保持するテニス史上屈指の選手。BIG4の1人である。
また、世界1位を209週記録し、年間世界1位は5回、トップ10連続在位では歴代最長記録を保持しており（912週、2005年4月～2023年3月）、トップ選手としての活躍期間も史上屈指である。
特にクレーコートに非常に強いことで知られ、「クレー・キング」と称される。クレーコート最多勝利数(484)、最高勝率、クレーコート81連勝、クレーコート50セット連続奪取、クレーコート大会である全仏オープン、モンテカルロ・マスターズ、マドリード・オープン、ローマ・マスターズ、バルセロナ・オープンの最多優勝記録・最長連覇記録などの数々の記録を更新している。
北京オリンピック男子シングルス・リオデジャネイロオリンピック男子ダブルス金メダリストで、デビスカップスペイン代表5度の優勝に貢献している。

## 選手経歴

### ジュニア時代
マヨルカ島にあるバレアレス諸島州マナコルに生まれた。彼の叔父はサッカー元スペイン代表ディフェンダーのミゲル・アンヘル・ナダルであり、ラファエルも12歳まではサッカーで有望選手だったという。もう一人の叔父であるトニー・ナダルが子供のころから2017年までコーチを務めた。8歳の時にスペインの12歳以下の大会で優勝。

### 2001年 プロ転向
2001年に15歳でプロ入りした。

### 2003年 トップ50位入り
2003年4月21日、16歳10か月で世界ランキング100位入り。2003年8月4日、17歳2か月で世界ランキング50位入り。

### 2004年 ツアー初優勝 デビス杯初優勝
2004年8月のオレンジ・ワルシャワ・オープンでシングルス初優勝を飾り、アテネ五輪にカルロス・モヤとの男子ダブルスで出場している。全米オープン男子ダブルスで、同じスペインのトミー・ロブレドと組んで準決勝に進出したことがある。12月のアメリカとのデビスカップ決勝にも起用され、アンディ・ロディックを6-7(6), 6-2, 7-6(6), 6-2で破りスペインの優勝に貢献した。

### 2005年 全仏初優勝
ナダルは2005年シーズンに急成長を始めた。シーズン序盤、中南米のクレーコートの大会でいくつかの勝利を収め、全仏オープンの前哨戦となるATPマスターズシリーズのモンテカルロ・マスターズで18歳10か月で優勝。世界ランキング10位入りを果たす。続くBNLイタリア国際でも優勝。年頭には50位だったATPランキングも、全仏オープン開始前の5月9日には5位まで上昇した。
第4シードで出場した全仏オープンでは、ラース・ブルクスミュラー、グザビエ・マリス、第30シードリシャール・ガスケ、第23シードセバスチャン・グロジャン、第20シードダビド・フェレールを破り準決勝進出。準決勝で世界1位のロジャー・フェデラーを破り、決勝ではアルゼンチンの伏兵マリアノ・プエルタに競り勝って、「19歳2日」の若さでグランドスラム初優勝を達成。全仏オープンでの初出場・初優勝は1982年のマッツ・ビランデル以来となり、大会でも4番目の年少記録だった。10代の男子テニス選手がグランドスラムで優勝したことも、1990年全米オープンに「19歳28日」で優勝したピート・サンプラス以来15年ぶりの快挙であった。
その後のグランドスラムでは、ウィンブルドンは2回戦でジル・ミュラーに、全米オープンは3回戦でジェームズ・ブレークに敗れるが、7月25日には19歳1か月でロジャー・フェデラーに次ぐ世界ランキング2位の座につく。2005年度はATPツアーで年間11勝を挙げ、そのうちATPマスターズシリーズでは、モンテカルロ・マスターズ、BNLイタリア国際、ロジャーズ・カップ、マドリード・マスターズの4大会で優勝した。

### 2006年 全仏2連覇 ウィンブルドン準優勝

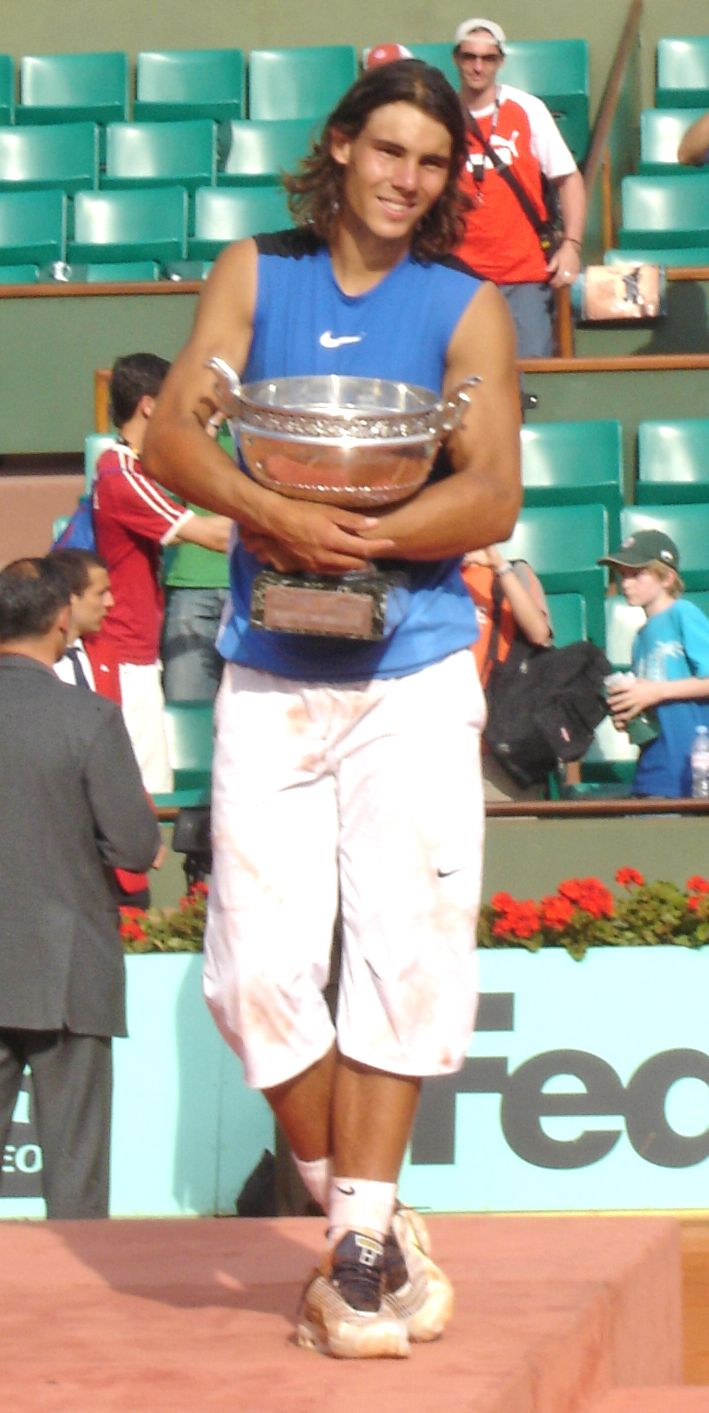
2006年全仏オープン優勝

2006年のシーズンでも、ナダルはATPツアー大会の決勝戦でフェデラーに4連勝を記録した。同年5月、第7回「ローレウス・スポーツ賞」の「最優秀新人賞」を受賞。2006年にはクレーコートで、ギリェルモ・ビラスが持っていた「53連勝」の記録を更新する。
第2シードで出場した全仏オープンではロビン・セーデリング、ケビン・キム、ポール＝アンリ・マチュー、レイトン・ヒューイット、ノバク・ジョコビッチ、イワン・リュビチッチに勝利し決勝進出。決勝戦ではフェデラーに1-6, 6-1, 6-4, 7-6で勝ち、大会2連覇を達成。クレーコートでの連勝記録を「60連勝」に伸ばし、それまでグランドスラムシングルス決勝戦で負けたことがなかったフェデラーに、初めての黒星をつけた。
同年のウィンブルドンでも初めて決勝に勝ち上がったが、全仏に続く2大会連続の決勝対決となったフェデラーに0-6, 6-7, 7-6, 3-6で敗れた（大会4連覇を達成したフェデラーは、試合終了後「芝では負けられなかった」と話した）。全米オープンでは振るわず、準々決勝でミハイル・ユージニーに3-6, 7-5, 6-7, 1-6で敗れた。

### 2007年 全仏3連覇 ウィンブルドン2年連続準優勝

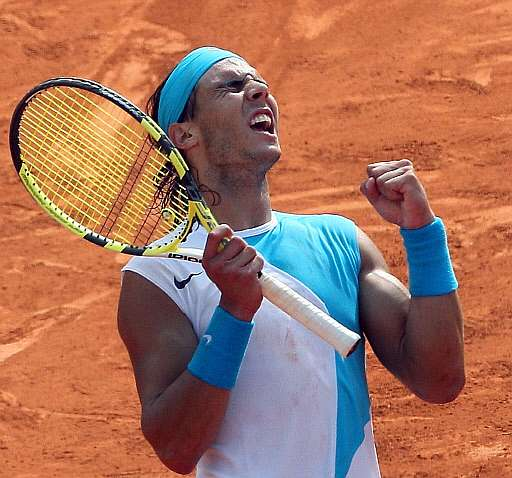
2007年全仏オープン決勝でフェデラーを破り3連覇

全豪オープンでは、準々決勝でフェルナンド・ゴンサレスに完敗した。5月20日、ATPマスターズシリーズのハンブルク・マスターズ決勝でフェデラーに6-2, 2-6, 0-6で敗れ、2005年4月から続いていたクレーコートの連勝記録が「81連勝」でストップした（これはフェデラーにとって、対ナダル戦のクレーコート初勝利であった）。この記録は、ジョン・マッケンローが室内カーペットコートでマークした単一コートでの連勝記録「75連勝」を更新するものであった。
直後の全仏オープンではフアン・マルティン・デル・ポトロ、フラビオ・チポッラ、アルベルト・モンタニェス、レイトン・ヒューイット、カルロス・モヤ、ジョコビッチに勝利し決勝進出。決勝でフェデラーを6-3, 4-6, 6-3, 6-4で下し、大会3連覇を達成する。ウィンブルドンでは3回戦で相次ぐ降雨順延・中断に悩まされるなど、ハードなスケジュールの中で決勝に勝ち進む。フェデラーとの2年連続の決勝対決では6-7, 6-4, 6-7, 6-2, 2-6でまたも敗れたが、芝においても王者に肉薄しつつあることを十分に示す激闘だった。

### 2008年 全仏4連覇 ウィンブルドン初優勝 北京五輪金メダル 世界1位

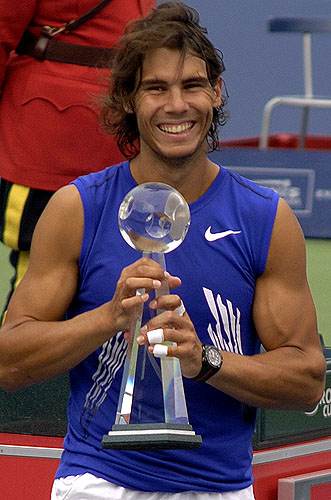
2008年ロジャーズ・カップ優勝

全豪オープンでは、初進出の準決勝で世界ランキング38位のジョー＝ウィルフリード・ツォンガに2-6, 3-6, 2-6のストレートで敗れた。全仏オープンでは、決勝でフェデラーを6-1, 6-3, 6-0のストレートで下し、全仏ではビョルン・ボルグ選手以来2人目の4連覇を達成、全仏初出場から28連勝とした。ボルグは1978年-1981年にかけて全仏4連覇を達成したため、ナダルは27年ぶりの偉業を射止めたことになる。
全仏オープン終了後、6月のアルトワ選手権において芝生コートでの初優勝を果たす。その勢いに乗り、ウィンブルドンで、5連覇中のフェデラーとの「4時間48分」に及ぶウィンブルドン決勝史上最長の試合を6-4, 6-4, 6-7, 6-7, 9-7で制し、初制覇を成し遂げた。スペイン勢のウィンブルドン制覇は1966年のマニュエル・サンタナ以来2人目で、同一年での全仏オープンとウィンブルドン選手権連続制覇は1980年のビョルン・ボルグ以来28年ぶりである。優勝を決めた自身のサービスゲームでは、フェデラーのバックを狙ったサービスや、それまで1度も使わなかったサーブ&ボレーなどの奇襲を駆使し、優勝を手にした。
ウィンブルドン優勝の後、北京五輪では決勝でフェルナンド・ゴンサレスを6-3, 7-6, 6-3のストレートで圧倒し、男子シングルスの金メダルを獲得した。これまでオリンピックのテニス競技でスペイン人選手の金メダル獲得はなく、ナダルは最初のスペイン人金メダリストとなった。8月18日には初めて世界ランキング1位の座につき、フェデラーが保持してきた世界ランキング1位連続保持の世界最長記録を「237週」で止めた。左利きの選手としては、ジミー・コナーズ、ジョン・マッケンロー、トーマス・ムスター、マルセロ・リオスに続く歴代5人目の世界ランキング1位である。スペイン男子選手としてはカルロス・モヤ、フアン・カルロス・フェレーロに続いて史上3人目となる。全米オープンでは初めて第1シードに選ばれたが、準決勝でアンディ・マリーに2-6, 6-7, 6-4, 4-6で敗れ、初の決勝進出を逃した。

### 2009年 全豪初優勝 デビス杯V3

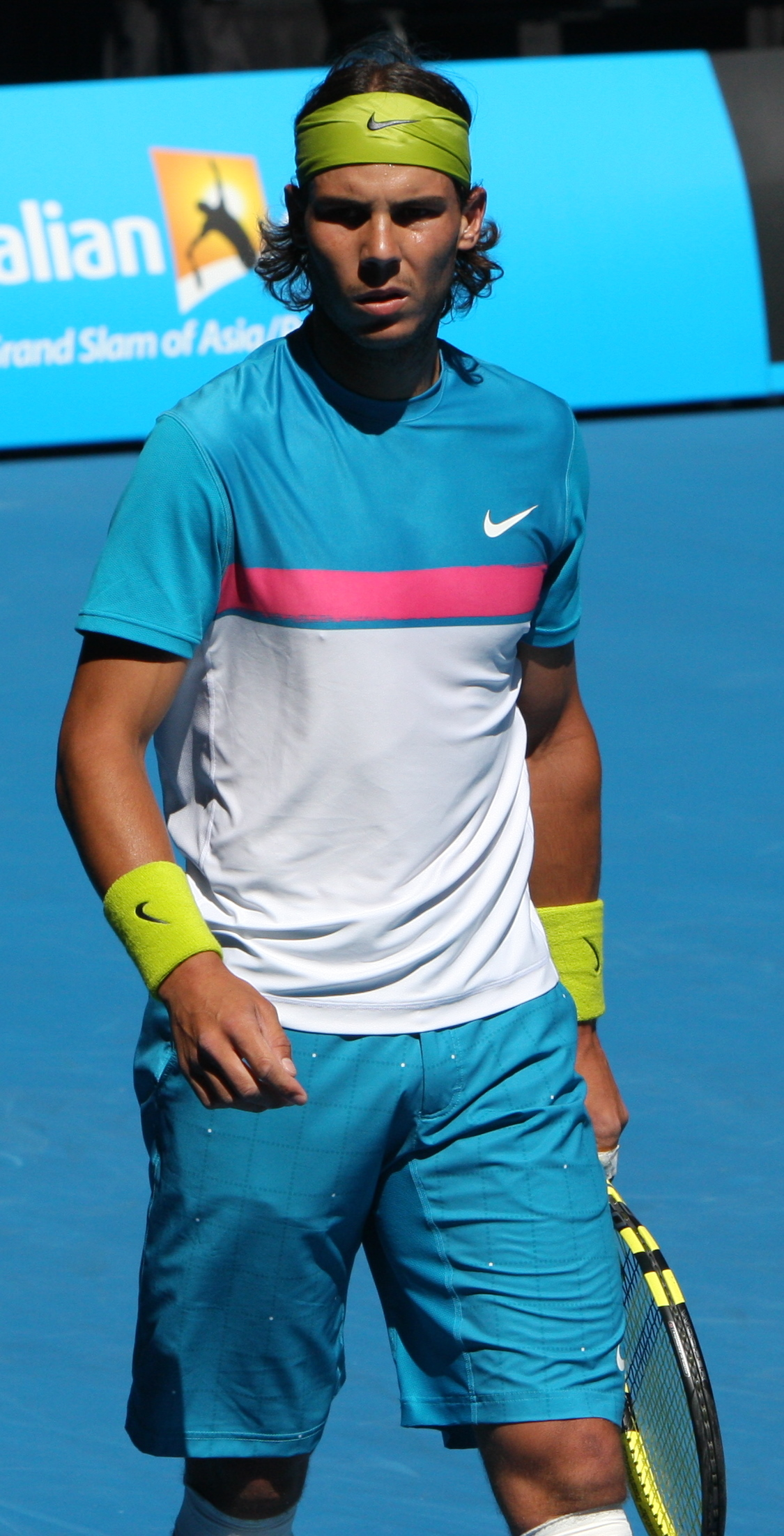
2009年全豪オープンにて

全豪オープンでは、準決勝でフェルナンド・ベルダスコ、決勝のフェデラー戦と2試合連続で長い5セット・マッチを乗り切り、ハードコート・グランドスラムで初優勝を飾った。スペイン人選手による全豪オープン優勝は史上初である。ところが、全仏オープンでは4回戦でロビン・セーデリングに2-6, 7-6, 4-6, 6-7で敗れ、2005年に初出場してからの連勝記録が31で途切れた。この後、彼が両膝を痛めていたことが明らかになる。6月19日、大会前年度優勝者として出場する予定だったウィンブルドンの出場断念を表明した。このため、7月6日付けのランキングではこの大会に優勝したフェデラーに1位を明け渡すことになった。
その後のロジャーズ・カップにて第2シードで復帰を果たしたものの、第6シードのデルポトロにストレートで敗れた。これにより、2009年8月17日付けのランキングではマリーが2位となり、2005年7月18日以来、およそ4年1か月ぶりに3位に後退することとなった。翌週に開催されたシンシナティ・マスターズでも準決勝でジョコビッチに圧倒され敗退。
全米オープンでは、準決勝で再びデルポトロに2-6, 2-6, 2-6のストレートで敗れた。

### 2010年 キャリアゴールデンスラム達成

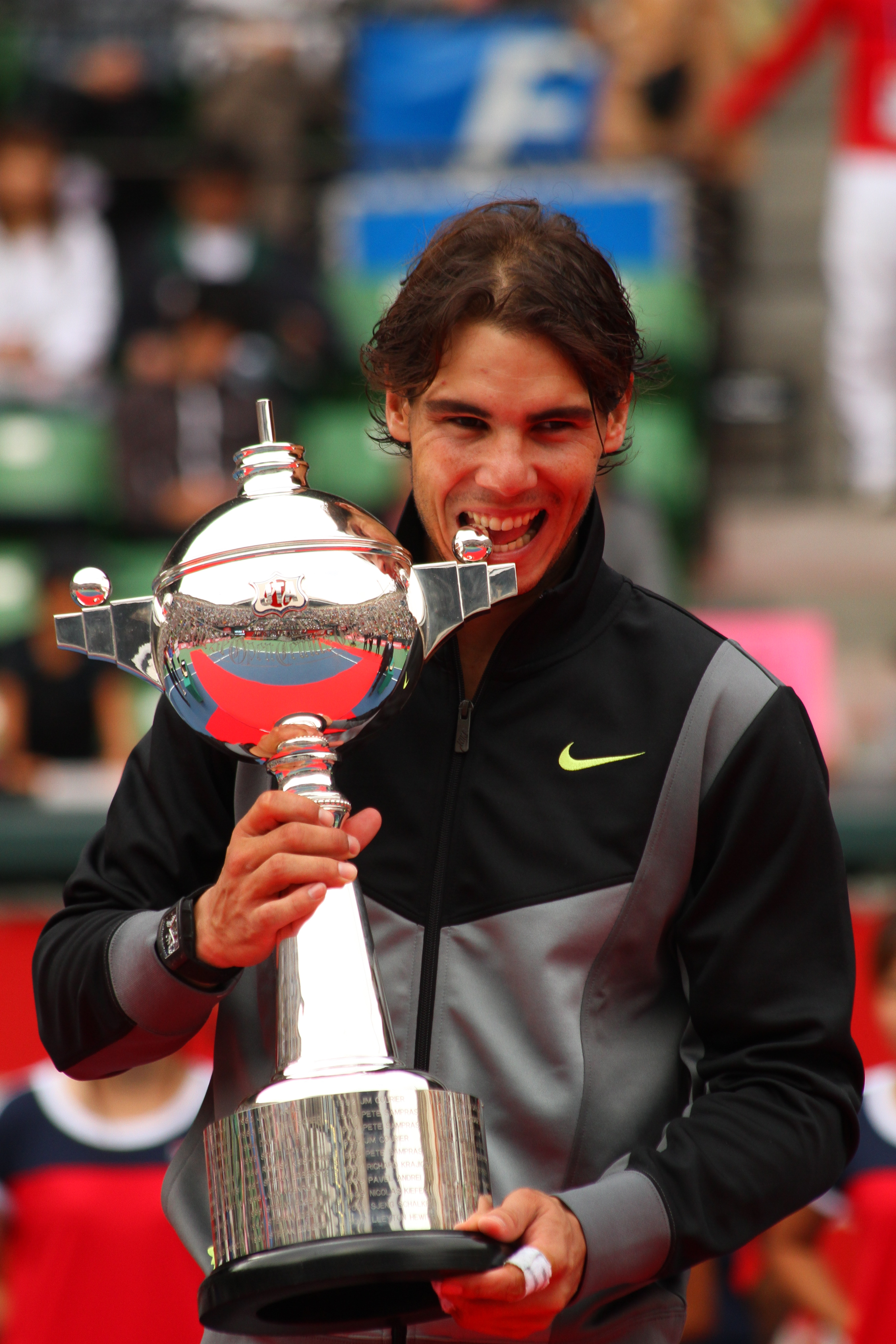
2010年ジャパン・オープン優勝

前年優勝者として挑んだ全豪オープンでは、準々決勝でマリーを相手にサードセット途中棄権という結果に終り、その後慢性化している膝の怪我で二か月の休養を余儀なくされた。怪我明けのBNPパリバ・オープンとソニー・エリクソン・オープンでは準決勝で敗退したが、クレーコートシーズンに入ると、ATPワールドツアー・マスターズ1000のモンテカルロ・マスターズ、BNLイタリア国際、マドリード・マスターズとクレーコートマスターズの3大会連続優勝を果たし、特にマドリードの決勝戦ではフェデラーを6-4, 7-6で下し、膝の怪我から復活しつつあることを印象付けた。クレーコートマスターズの3大会を同年に全て制覇したのはナダルが史上初である。
また、全仏オープンにおいて、全試合ストレート勝ちでの優勝を達成した。これは全仏男子テニス史上5度目（ボルグ2度・ナスターゼ1度・ナダル2度）の快挙である。この翌日の6月7日付けのランキングにおいて1位に復帰した。
さらにウィンブルドンでも決勝に進出し、準々決勝でフェデラー、準決勝でジョコビッチを破ったトマーシュ・ベルディハを6-3, 7-5, 6-4で破って2年ぶり2度目の優勝を果たした。また全仏とウィンブルドンの同一年制覇も自身2度目である。
全米オープンでは、決勝でジョコビッチを6-4, 5-7, 6-4, 6-2で破り、悲願の全米初タイトルを手に入れた。これによりフェデラーに続き、4大大会年間3冠の偉業をなしとげている。
加えて男子7人目のキャリア・グランドスラムおよび男子2人目の「キャリア・ゴールデンスラム」を達成。これは、グランドスラムのオープン化以降3人目で24歳3か月での達成は史上最年少の記録である。
2010年10月の楽天ジャパン・オープンで初来日し、準決勝でビクトル・トロイツキにマッチポイントを握られながらも、7-6, 4-6, 7-6で制した。決勝ではガエル・モンフィスに6-1, 7-5で快勝して初来日を優勝で飾った。
最終戦のATPワールドツアー・ファイナルズで初めて決勝に進出したが、フェデラーに3-6, 6-3, 1-6で敗れた。

### 2011年 全仏V6 デビス杯V4

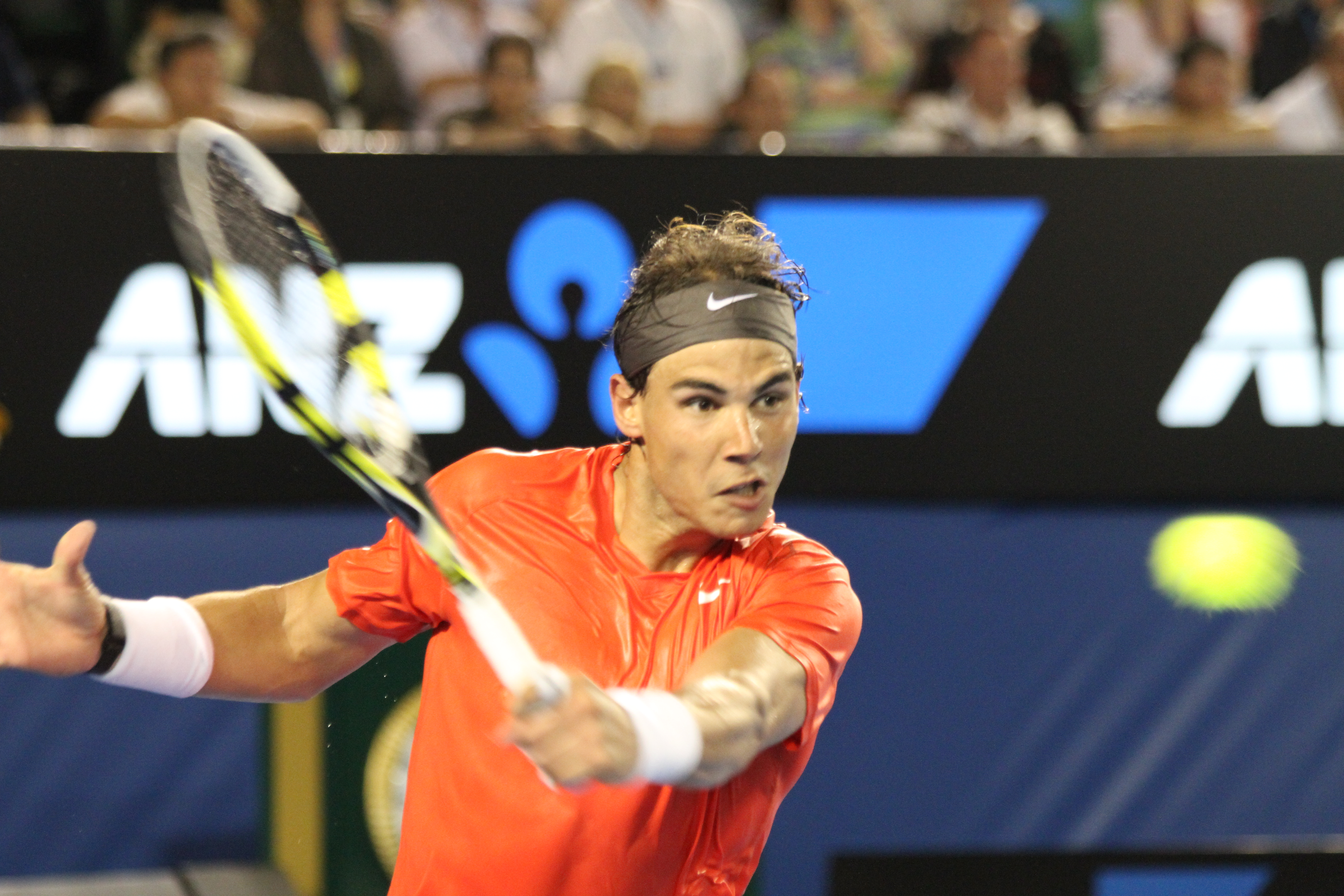
2011年全豪オープンにて

4大大会4連続優勝を目指した1月の全豪オープンでは準々決勝でダビド・フェレールに4-6, 2-6, 3-6で敗れた。3月のインディアンウェルズ・マスターズとマイアミ・マスターズでは決勝でジョコビッチに敗れ準優勝となった。4月のモンテカルロ・マスターズではフェレールを6–4, 7–5で破り、オープン化以降では史上初となる同一大会7連覇を達成した。5月のマドリード・マスターズ、ローマ・マスターズでも決勝に進み、史上初めてATPワールドツアー・マスターズ1000で5大会連続決勝進出という記録を達成したが、またしてもジョコビッチに敗れた。
全仏オープンでは、決勝でフェデラーを7-5, 7-6(3), 5-7, 6-1で破り、全仏ではビョルン・ボルグに並ぶ6回目の優勝を飾った。
ウィンブルドンでは、決勝でジョコビッチに4–6, 1–6, 6–1, 3–6で敗れ、大会2連覇は成らなかった。全米オープンでも決勝でジョコビッチに2–6, 4–6, 7–6(3), 1–6で敗れ、2011年のジョコビッチ戦に6戦全敗となってしまった。 楽天ジャパン・オープンで2年連続で来日したが、決勝でマリーに6–3, 2–6, 0–6で敗れ連覇を逃した。

### 2012年 全仏V7 怪我で休養
全豪オープン決勝では、昨年のウィンブルドン決勝から3大会連続でジョコビッチと対戦となり、7-5, 4-6, 2-6, 7-6(5), 5-7で敗れ、3大会連続で4大大会優勝を逃した。この試合は、グランドスラムの決勝史上最長となる5時間53分に及んだ。
4月のモンテカルロ・マスターズでは決勝でジョコビッチを6-3, 6-1で破りジョコビッチ戦の連敗を7で止め大会8連覇を果たした。全仏オープン決勝では、再びジョコビッチとの対戦となり、6-4, 6–3, 2–6, 7–5で破り3年連続7度目の優勝を果たし、オープン化以降ではビョルン・ボルグを抜き、全仏オープン最多優勝記録を更新した。
しかし、続くウィンブルドンでは当時ランク100位のルカシュ・ロソルにフルセットの末敗れ、2005年以来7年ぶりの2回戦敗退となった。大会後、膝の怪我によりロンドンオリンピック出場を断念し、開会式のスペイン選手団の旗手も辞退した。その後も怪我が回復せず、全米オープン、上海マスターズ、パリマスターズ、年間最終戦も欠場し年後半戦の主要大会全てを欠場することとなってしまった。

### 2013年 GS2冠・世界1位に復活
全豪オープンは胃の感染症を理由に欠場。2月、復帰初戦のVTRオープンでは単複ともに決勝まで進出するも、シングルスでは世界ランク73位のオラシオ・セバジョスに7-6, 6-7, 4-6で敗れるなど、どちらも準優勝に終わった。翌週のブラジル・オープンで復帰後初優勝を飾ると、アビエルト・メキシコ・テルセル、BNPパリバ・オープンで優勝。ヨーロッパクレーシーズンは、モンテカルロ・マスターズ決勝でジョコビッチに2-6, 6-7で敗れ大会9連覇とはならなかった。しかしその後のバルセロナ・オープン・バンコ・サバデル、マドリード・マスターズ、BNLイタリア国際の3大会で優勝。復帰してから全仏オープンまでで出場した8大会全てにおいて決勝進出し、そのうち6大会で優勝するなど完全復活を果たす。
全仏オープンでは、準決勝で第1シードのジョコビッチに6-4, 3-6, 6-1, 6(3)-7, 9-7、4時間37分に及ぶフルセットで勝利し、決勝ではフェレールをストレートで下して大会2度目の4連覇と8度目の優勝を達成。グランドスラム1大会における8回の優勝は史上初であり、また、ギリェルモ・ビラスが保持していた全仏オープンでの最多マッチ勝利数を更新する59勝目を挙げた。
ウィンブルドンでは、1回戦で当時世界ランク135位のスティーブ・ダルシスに6-7, 6-7, 4-6で敗退してしまう。ナダルが4大大会初戦で敗退するのはプロ転向後初めてのことだった。しかし、その後の北米ハードコートシーズンでは好調さを取り戻し、ロジャーズ・カップでは決勝で地元勢のミロシュ・ラオニッチを、翌週のシンシナティ・マスターズでも決勝で地元勢のジョン・イズナーを下し、ハードコートのマスターズ大会で2週連続優勝を果たした。
全米オープンでも決勝に進出。ジョコビッチに6-2, 3-6, 6-4, 6-1のセットカウント3-1で勝利し優勝。歴代単独3位となる4大大会13勝目を挙げた。その後のチャイナ・オープンでは決勝でジョコビッチに敗退。上海マスターズ、パリ・マスターズでは、デルポトロとフェレールにいずれも準決勝で敗れた。
ATPワールドツアー・ファイナルズではラウンドロビン全勝で3年ぶりに決勝まで勝ち進むも、ジョコビッチに敗れ準優勝に終わった。それでも2013年は10大会で優勝し、3年ぶりにシーズンランキング1位に輝き、自身初の年間勝率90%超えを果たした。また1シーズンにおける獲得賞金が1456万915ドルにのぼり、前年度のジョコビッチの記録を上回る歴代最多記録を更新した。

### 2014年 全仏5連覇V9 怪我で再故障
年初にカタール・エクソンモービル・オープンで優勝し通算61勝目を挙げた。続く全豪オープンでは、失セット数1と安定したプレーで決勝に進出。決勝では4大大会初の決勝進出を果たした第8シードのスタン・ワウリンカと対戦。過去12戦全勝と相性の良い相手ではあったが、試合中に負った怪我の影響や、ワウリンカの攻撃的なプレーに屈し3-6, 2–6, 6-3, 3-6で敗退し準優勝に終わった。2月開催のリオ・オープンでは、決勝でアレクサンドル・ドルゴポロフを破り優勝。3月、BNPパリバ・オープンでは3回戦でドルゴポロフに、マイアミ・マスターズでは、決勝でジョコビッチに敗退した。クレー・シーズンではモンテカルロ・マスターズとバルセロナ・オープンの2大会では、過去9年間決勝進出を逃したことはなかったが、両大会とも準々決勝で敗退した。マドリード・マスターズでは決勝まで勝ち進み、錦織圭の途中棄権により4度目優勝を果たした。ローマ・マスターズでは決勝でジョコビッチに敗退。
全仏オープンでは決勝まで進み、キャリアグランドスラムを狙うジョコビッチを3-6, 7-5, 6-2, 6-4で破り、全仏5連覇と9度目の優勝及びピート・サンプラスに並ぶグランドスラム14勝目を挙げた。芝シーズンでは振るわず、前哨戦のゲリー・ウェバー・オープンで初戦敗退、ウィンブルドンでは4回戦でニック・キリオスに敗退した。その後の北米マスターズ2大会と全米オープンは手首の怪我により欠場することとなった。10月チャイナ・オープンで復帰を果たすが、上海マスターズ、スイス・インドアを含め3大会で準決勝までに敗退した。ATPワールドツアー・ファイナルズは虫垂炎の手術により欠場を表明した。

### 2015年 長期的な不調 世界5位

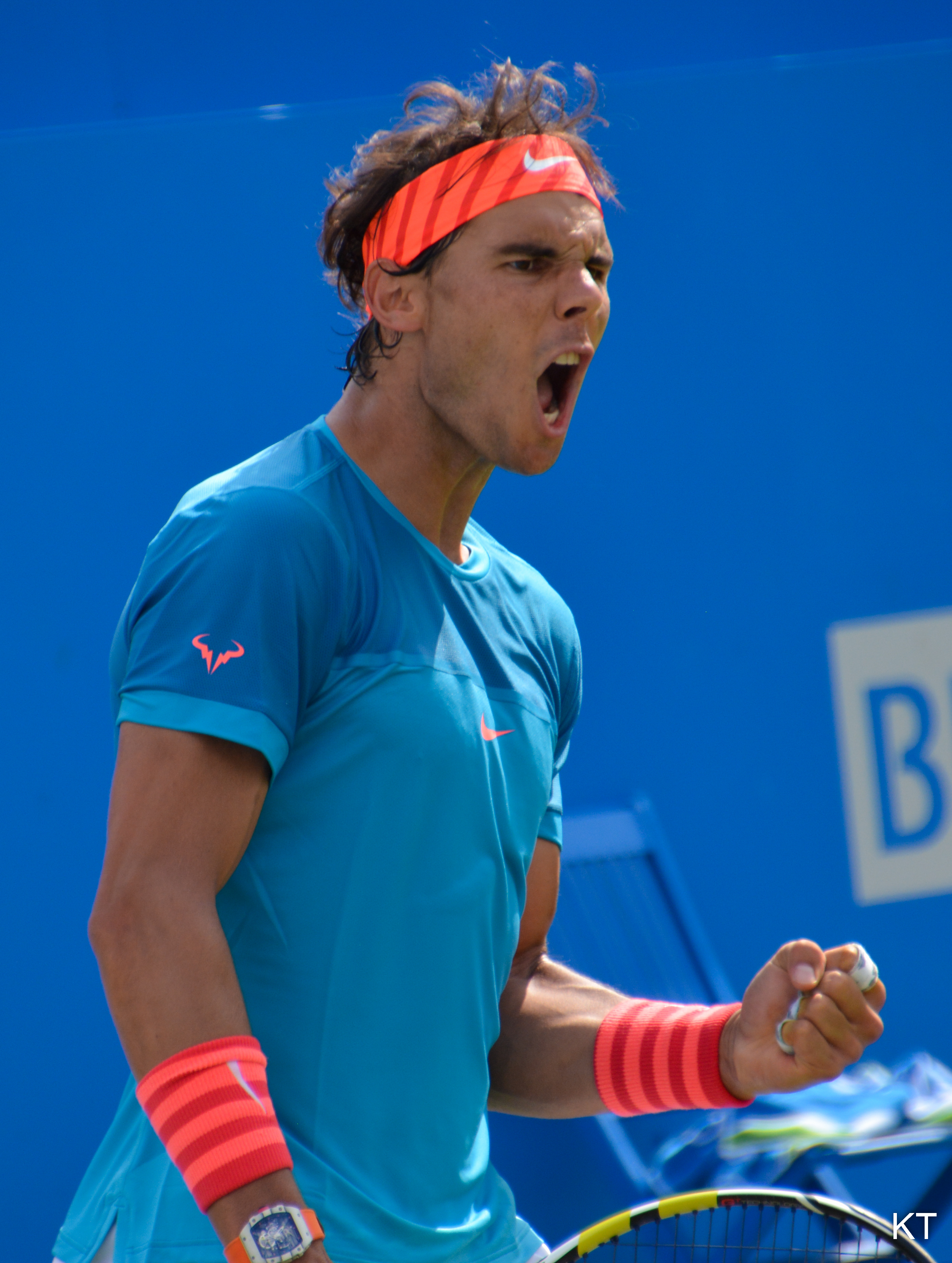
2015年

1月はカタール・エクソンモービル・オープンダブルスで優勝。第3シードで出場した全豪オープンでは準々決勝でそれまで17連勝していたトマーシュ・ベルディハに敗北。2月のリオ・オープンでは準決勝でファビオ・フォニーニに逆転負けを喫した。3月はアルゼンチン・オープンで優勝。BNPパリバオープンではミロシュ・ラオニッチに敗れベスト8。マイアミ・マスターズ直前の練習で足首を捻挫するも大会に出場。同じスペイン人選手のフェルナンド・ベルダスコに敗れる。第3シードで出場したモンテカルロ・マスターズは準決勝でジョコビッチに敗れた。バルセロナ・オープンでは3回戦でまたもファビオ・フォニーニに敗れた。2連覇中のマドリード・オープンでは決勝に進出するもマリーに敗れた。5月11日に発表された世界ランキングで7位に転落し2005年5月2日以来10年ぶりのトップ5落ちとなった。6大会連続決勝進出中のBNLイタリア国際では準々決勝でワウリンカに敗れた。これにより全仏オープン自身初となる第5シード以下での出場が確定。またモンテカルロ・マドリード・ローマのクレーコートマスターズ1000大会でいずれも優勝できないまま全仏オープンに出場するのも自身初となる。
迎えた全仏オープンでは第6シードで出場。準々決勝で第1シードジョコビッチと対戦。2人がグランドスラムのベスト8以下で対戦するのは公式戦初対決の2006年全仏以来9年ぶり。結果はナダルが5-7, 3-6, 1-6のストレートで敗れ、全仏では2009年のロビン・セーデリング戦以来6年ぶりの敗北。全仏通算2敗目となり、連続優勝記録は5連覇でストップした。6月8日のランキングでは10位に下降。世界ランク10位以下になるのは2005年4月18日以来約10年2か月ぶり。
6月のメルセデス・カップでは決勝でビクトル・トロイツキに勝利し、5年ぶりに芝でのタイトルを獲得する。しかし、エイゴン選手権では初戦でドルゴポロフに敗れ、迎えたウィンブルドン選手権では2回戦でダスティン・ブラウンに敗れ、ウィンブルドン選手権で4年連続で世界ランキング100位以下の選手に敗れることとなった。
7月のドイツ国際オープンでは決勝でシーズン2度敗れたフォニーニに勝利し、シーズン初のヨーロッパでのクレーコートでのタイトルを獲得した。10位だったランキングも8位まで戻し、またレースランキングでも6位につけるなど、復調の兆しも見せる。しかし、ロジャーズ・カップでは準々決勝で錦織圭に2-6, 4-6で完敗、シンシナティ・マスターズでは3回戦でフェリシアーノ・ロペスに敗れた。
全米オープンでは3回戦でフォニーニに6-3, 6-4, 4-6, 3-6, 4-6で敗れた。フォニーニに敗れたのは今季3度目、ハードコートでは初敗北となった。チャイナ・オープンでは準決勝で再びフォニーニと対戦し、7-5, 6-3で勝利、決勝でジョコビッチに2-6, 2-6で敗れた。上海マスターズでは準々決勝でワウリンカに6-2, 6-1で勝利し、ハードコートのマスターズでは約1年7か月ぶりに準決勝進出。準決勝でジョー＝ウィルフリード・ツォンガに4-6, 6-0, 5-7で敗れた。
スイス・インドアでは、決勝でフェデラーに3-6, 7-5, 3-6で敗れた。フェデラーとの対戦は2014年全豪以来約2年ぶり、決勝では2013年5月から約2年半ぶり、敗北したのは2012年インディアンウェルズ・マスターズ以来のことである。BNPパリバ・マスターズでは準々決勝でワウリンカに6-7(8), 6-7(6)で敗れた。ATPワールドツアー・ファイナルズでは初戦でワウリンカを6–3, 6–2で破ると、第2戦でマリーを6-4, 6-1で圧倒し、復活を印象付けた。準決勝ではジョコビッチに3-6, 3-6で敗れた。年間最終ランキングは5位。

### 2016年 リオ五輪ダブルス金メダル

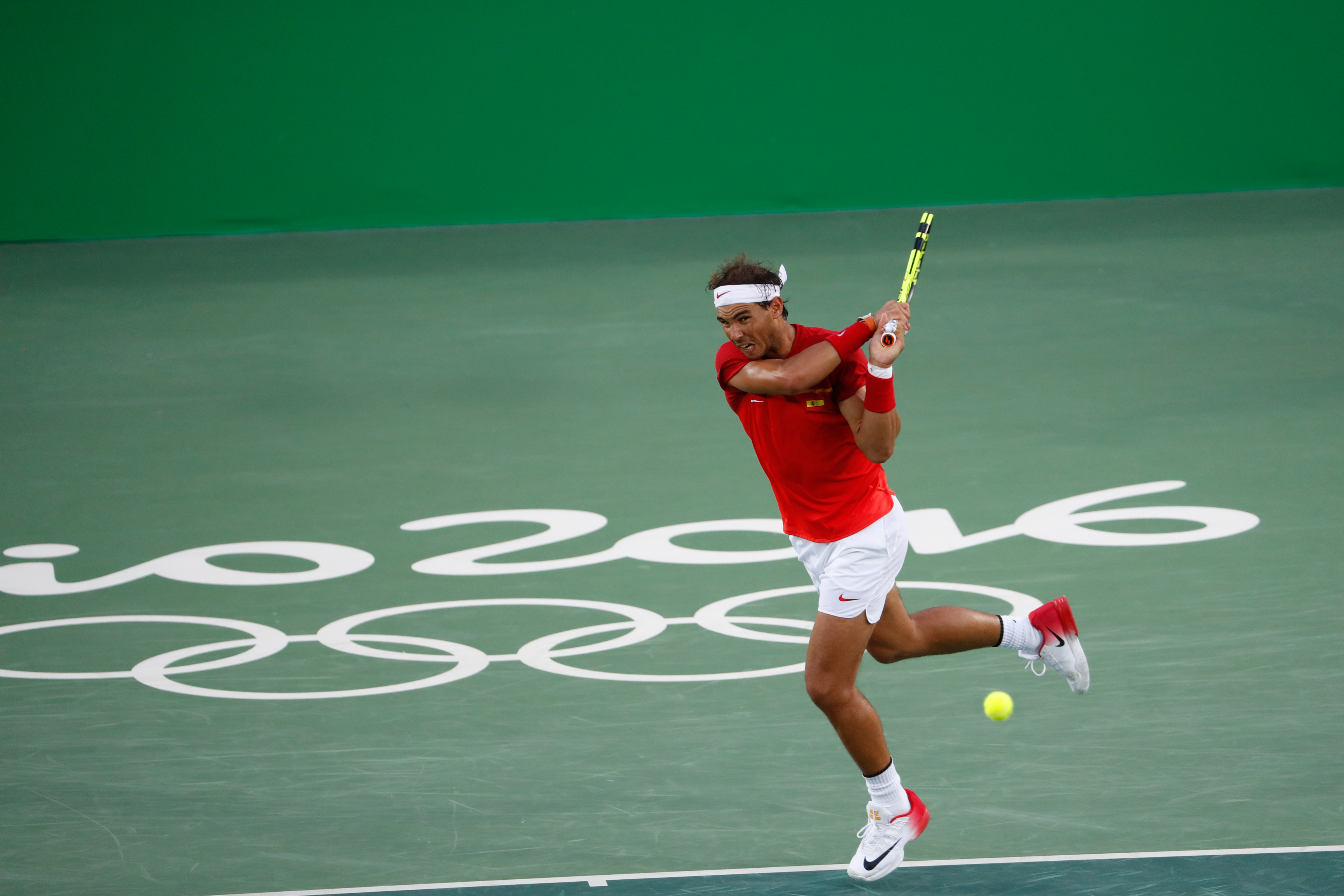
リオ五輪にて

年初のカタール・エクソンモービル・オープンでは、決勝で1-6, 2-6という一方的なスコアでジョコビッチに敗れ準優勝。全豪オープンでは初戦でベルダスコに6-7(6), 6-4, 6-3, 6-7(4), 2-6で敗れた。初戦敗退は全豪では初、グランドスラム全体でも2013年ウィンブルドン以来2回目。2月のアルゼンチン・オープンでは準決勝でドミニク・ティームに、リオ・オープンでは準決勝でパブロ・クエバスに敗れた。
3月のBNPパリバ・オープンでは準々決勝で錦織圭を6-4, 6-3で破り、当大会3年ぶりに準決勝進出。準決勝でジョコビッチに敗れた。マイアミ・オープンでは初戦のダミル・ジュムール戦を途中棄権した。4月のモンテカルロ・マスターズではティーム、ワウリンカ、マリーを破り、3年ぶりの決勝進出。決勝でガエル・モンフィスと対戦し7-5, 5-7, 6-0で勝利し、マスターズで2年ぶり、同大会4年ぶり9回目の優勝を果たした。翌週のバルセロナ・オープンでは3年ぶりに決勝進出を果たし、決勝で錦織圭に6-4, 7-5で勝利し、3年ぶり9度目の優勝を果たす。5月のマドリード・オープンでは準決勝でマリーに敗れた。翌週のBNLイタリア国際では準々決勝でジョコビッチに敗れた。全仏オープンでは2回戦でファクンド・バグニスに勝利し、グランドスラム200勝目を挙げる。しかし、3回戦を左手首の怪我のため棄権した。ナダルが全仏で2年連続で優勝できなかったのは自身初であった。全仏後の世界ランキングで2015年5月10日以来1年1か月ぶりに4位となった。しかし、左手首の怪我のためにウィンブルドンを含む芝シーズンの大会を欠場した。
リオ五輪で復帰を果たす。スペイン選手団の旗手を務め、ダブルスではマルク・ロペスと組んで決勝に進出。決勝でルーマニアのメルジャ/テカウ組に6-2, 3-6, 6-4で勝利し、金メダルを獲得した。シングルスでは準決勝でデルポトロに7-5, 4-6, 6-7(5)で敗れた。3位決定戦では錦織圭と対戦。第2セットでは2-5の劣勢から2度ブレークしセットを取るも、2-6, 7-6(1), 3-6で敗れた。
五輪翌週のシンシナティ・マスターズでは3回戦でボルナ・チョリッチに敗れた。全米オープンでは4回戦でリュカ・プイユと4時間を超える激戦の末、1-6, 6-2, 4-6, 6-3, 6-7(6)で敗れた。チャイナ・オープンでは準々決勝でグリゴール・ディミトロフに、上海マスターズでは初戦でビクトル・トロイツキに敗れた。上海マスターズでの初戦敗退後、左手首の怪我のリハビリのため、残りシーズンの欠場を表明した。

### 2017年 全仏V10 全米V3 世界1位復活

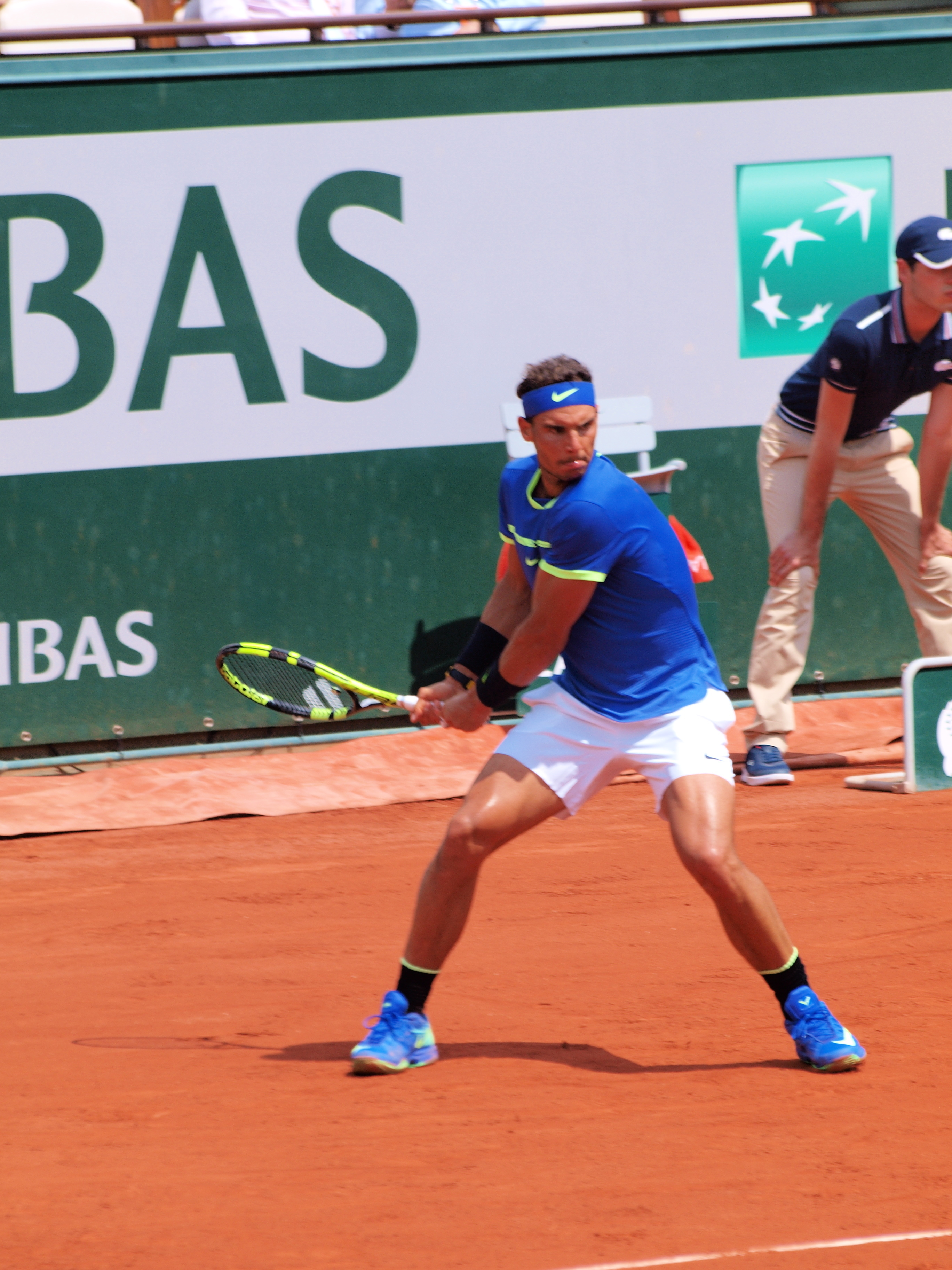
2017年全仏オープンでのラファエル・ナダル

復帰戦となる年初のブリスベン国際では準々決勝でミロシュ・ラオニッチに敗れた。全豪オープンでは準々決勝でラオニッチに、準決勝でグリゴール・ディミトロフに6-3, 5-7, 7-6(5), 6-7(4), 6-4で勝利し、グランドスラムでは2014年全仏オープン以来の決勝進出を果たす。決勝ではロジャー・フェデラーとグランドスラムでは2014年全豪オープン以来、グランドスラム決勝では2011年全仏オープン以来となる対戦。4-6, 6-3, 1-6, 6-3, 3-6で敗れ、準優勝となった。
2月のメキシコ・オープンではサム・クエリーに屈し準優勝。3月のBNPパリバ・オープンでは4回戦で再びフェデラーと対戦し、2-6, 3-6で敗れた。続くマイアミ・オープンでも決勝でフェデラーと対戦し、3-6, 4-6で敗れて準優勝となった。
4月のモンテカルロ・マスターズでは決勝で同じスペインのアルベルト・ラモス＝ビノラスに6-1, 6-3で勝利し、2017年シーズン初優勝となるモンテカルロ通算10回目の優勝を果たし、同時に通算70勝、さらにギリェルモ・ビラスを抜いて単独1位となるクレー通算50勝を達成した。 その後バルセロナ・オープンとマドリード・マスターズでは、ともに決勝でドミニク・ティームを破り優勝。しかし続くBNLイタリア国際では第8シードのティームにリベンジを食らって準々決勝敗退となった。そして迎えた全仏オープンではティーム、スタン・ワウリンカなどに勝利し、全試合ストレート勝利、失ゲーム数35という脅威の試合運びでグランドスラム史上初の同大会ラ・デシマ（スペイン語でV10）を達成。

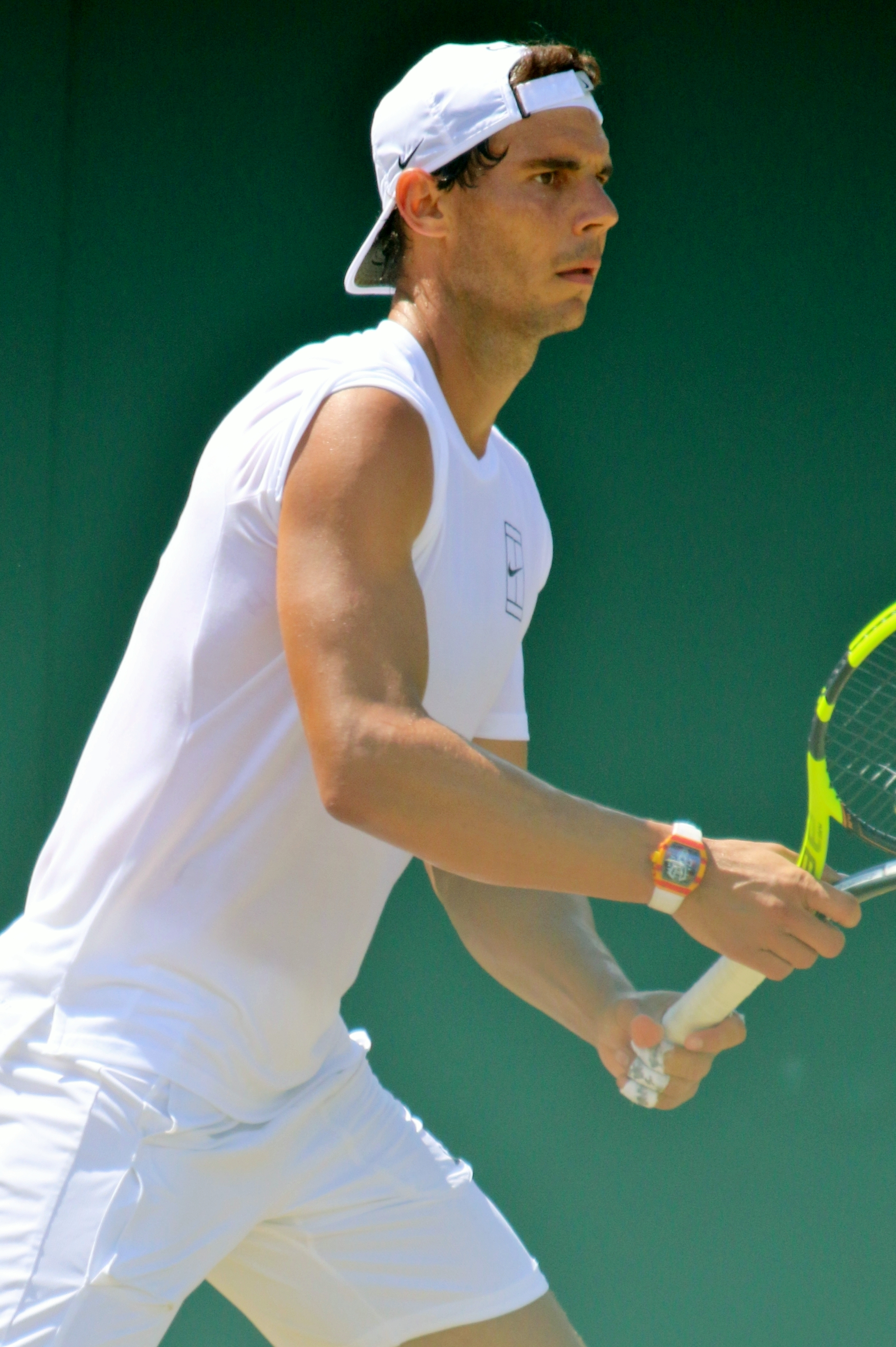
2017年ウィンブルドン選手権でのラファエル・ナダル

ウィンブルドンでは第4シードから順当に4回戦まで勝ち上がり、第16シードのジレ・ミュラーと対戦。2セットダウンから追いつく粘りを見せるも、最終セットで接戦の末13-15と敗れ、準優勝した2011年以来のベスト8進出を逃した。
ロジャーズ・カップでは世界ランク2位ながらアンディ・マリーの欠場により第1シードで参戦。3回戦で地元カナダの新星デニス・シャポバロフ相手に敗退。しかしマリーに加え世界ランキング3位のフェデラーが次のウエスタン・アンド・サザン・オープン欠場を表明したため、3年ぶりの世界1位復帰が確定した。その大会では準々決勝でニック・キリオスに敗れた。そして全米オープンは、2014年全仏オープン以来となるグランドスラム第1シードとして出場。準々決勝で若手アンドレイ・ルブレフを6-1, 6-2, 6-2で一蹴すると準決勝では、2009年の同大会覇者であり準々決勝でフェデラーを破ったフアン・マルティン・デル・ポトロと対決し、これを4-6, 6-0, 6-3, 6-2で撃破。決勝ではケビン・アンダーソンを6-3, 6-3, 6-4のストレートで倒し、今シーズン2度目となる16度目の四大大会制覇を果たした。ハードコート大会での優勝は2014年開幕戦のカタール・エクソンモービル・オープン以来約3年8か月ぶりのことであった。
全米優勝後初の大会はこの年初開催となったエキシビションマッチであるレーバーカップ。長年のライバルのフェデラーとダブルスを組んでファンを沸かせ、またシングルスでも1勝を記録して欧州選抜チームの優勝に貢献した。アジアシリーズではまずチャイナ・オープンに参戦。準決勝では昨年の同大会で敗れたディミトロフに勝利すると、決勝でキリオスに6-2, 6-1で圧勝し12年ぶりに優勝した。続く上海マスターズでは準々決勝で再びディミトロフを、準決勝でマリン・チリッチを破って2週連続の決勝進出。しかし決勝ではシーズン4度目の対戦となったフェデラーにまたしても敗れた。
スイス・インドアは上海から続く膝の状態悪化により欠場。しかし続くBNPパリバ・マスターズで復帰すると2回戦で鄭現を下し、30代選手としては初となる年間最終ランク1位を確定させる。その後3回戦にも勝利したものの準々決勝を前に棄権した。
2年ぶりの出場となったATPファイナルズでは、ティーム、ディミトロフ、ダビド・ゴファンと同じグループに入った。初戦でゴファン相手にマッチポイント4本を凌ぐも、6-7(5), 7-6(4), 4-6のフルセットで敗れ、その後膝の負傷を理由に同大会からの棄権を表明した。年間最終ランキングは1位。

### 2018年 全仏2連覇V11
2017年シーズンに負傷した足の状態が心配される中の出場であったが、全豪オープンでは順当に勝ち上がり、4回戦でディエゴ・シュワルツマンを破り準々決勝に進出。しかしマリン・チリッチとの試合ではセットカウント2-1とリードした第4セットで足を故障し、必死のプレーを見せるが第5セットを0-2とリードされた時点で棄権しベスト8となった。またその負傷が長引いたことにより、出場を予定していたメキシコ・オープン、BNPパリバ・オープン、マイアミ・オープンの3大会を辞退し、春の北米ハードシーズンはスキップすることとなった。その間にロジャー・フェデラーに一時的に世界ランキング1位を奪還されたものの、フェデラーのポイント失効によりマイアミ終了後に5度目のランキング1位となる。
デビスカップ準々決勝のドイツ戦で復帰し、フィリップ・コールシュライバーとアレクサンダー・ズベレフを破って順調な滑り出しを見せる。
モンテカルロ・マスターズでは錦織圭を6-3, 6-2のストレートで破りマスターズ1000シリーズ単独1位となる31勝目を飾った。続くバルセロナ・オープンでは決勝でステファノス・チチパスを6-2, 6-1のスコアで圧倒しモンテカルロに続くウンデシマ（スペイン語でV11）を達成。マドリード・オープンでは、3回戦でシュワルツマンに勝利し、クレーコートでの連続セット取得を50として、1984年にジョン・マッケンローがカーペットコートで打ち立てた同一サーフェスの連続セット取得記録を34年振りに更新した。しかし続く準々決勝のドミニク・ティーム戦で第1セットを奪われ、奇しくも昨年ローマで同選手に敗れて以来続いていた記録がストップすると、そのまま第2セットも落としてストレートで敗北。再びフェデラーに世界ランク1位の座を譲ることとなった。1週間後のローマ・マスターズでは、準々決勝で地元イタリアのファビオ・フォニーニと対戦。2015年には1年間で3度の敗戦（うち2つはクレーコート）を喫したこともあるフォニーニに苦戦を強いられたものの、逆転で撃破してベスト4進出を果たす。準決勝で長年のライバルであるノバク・ジョコビッチに対して通算25回目となる勝利を収め決勝進出。決勝では連覇を狙うA. ズベレフを6-1, 1-6, 6-3のフルセットで下し5年ぶり8度目の優勝、ランキングも1週で1位に返り咲いた。
そして迎えた全仏オープンでは4回戦まで順当に勝ち上がり、続く準々決勝ではシュワルツマンに第1セットの奪われ今大会初めてセットを失うも、雨天で翌日に順延となってからは3セットを連取しベスト4に進出。準決勝ではフアン・マルティン・デル・ポトロを6-4, 6-1, 6-2で圧倒した。決勝は過去2年のクレーで唯一敗北を喫しているティームとの対戦であったが、6-4, 6-3, 6-2のストレートで勝利を収め、全仏11度目の優勝を飾る。
第2シードで迎えたウィンブルドン選手権では4回戦までストレートで勝ち進み、準々決勝で第5シードのデル・ポトロに7-5, 6-7(7), 4-6, 6-4, 6-4のフルセットで勝利して自身7年ぶりのベスト4へ進出。しかし4度目の優勝を狙う第12シードのジョコビッチとの2日間にわたる激闘の末4-6, 6-3, 6-7(9), 6-3, 8-10で敗北。自身6度目の決勝進出とはならなかった。
北米シーズンのロジャーズ・カップでは準々決勝でチリッチを2-6, 6-4, 6-4の逆転勝利で準決勝に駒を進めると、ロシア期待の若手カレン・ハチャノフも下し決勝進出を決める。決勝では今大会TOP10を4人撃破し波に乗る新星ステファノス・シチパスと対戦、
6-2, 7-6(4)で勝利し、5年ぶり4度目の優勝を果たした。ハードコートでのマスターズ制覇は2013年のシンシナティ・マスターズ以来のことである。そして、この大会の優勝の後、身体の休養を理由にシンシナティの辞退を発表した。

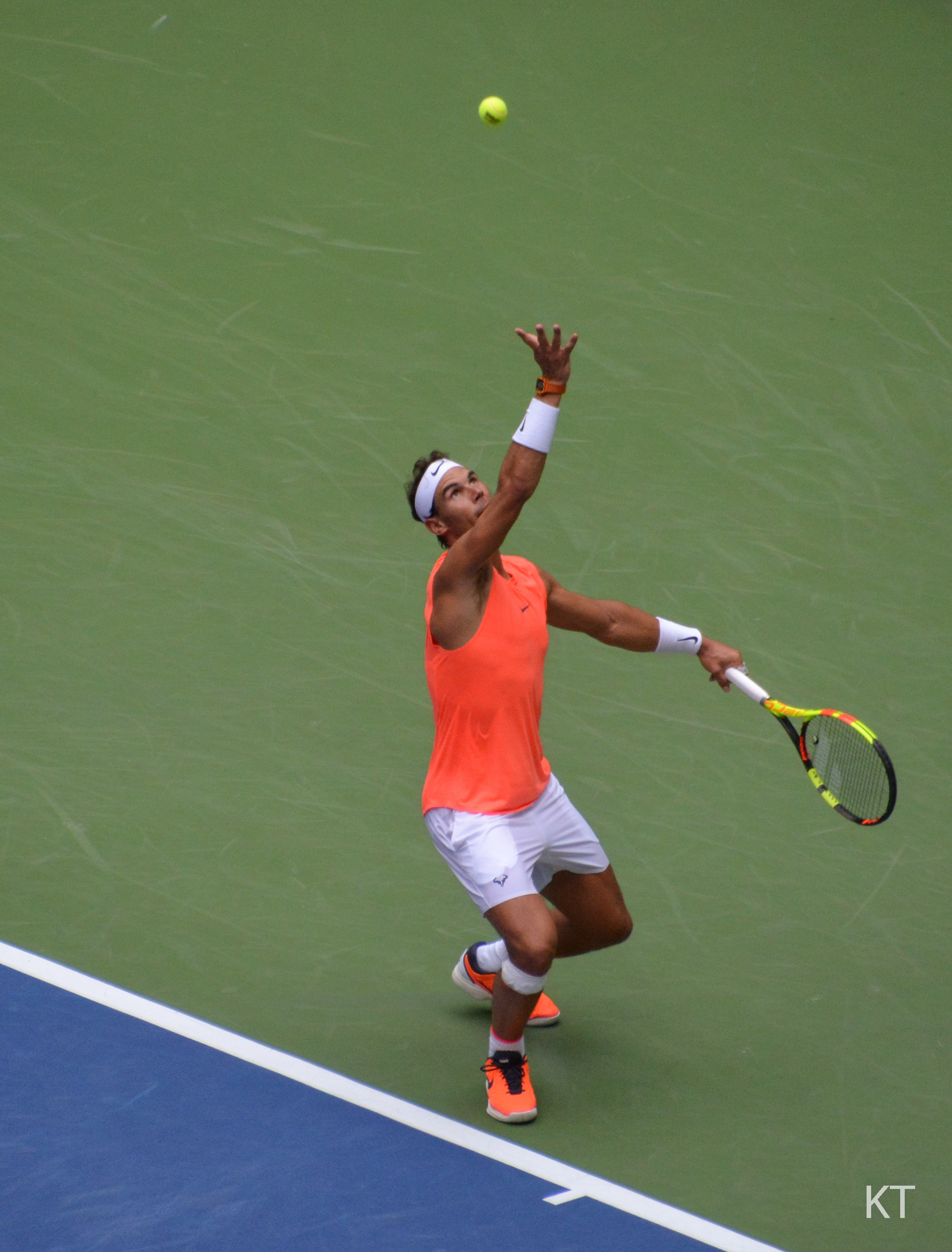
2018年全米オープンでのラファエル・ナダル

迎えた全米オープンには第1シードで参戦。3回戦のハチャノフ戦でメディカルタイムアウトを取るなど膝の状態が不安視されたが順当に勝ち上がり、4回戦のニコロズ・バシラシビリ戦も勝利してベスト8に進出する。準々決勝ではクレーコートのライバルであるティームとハードで初対戦。第1セットを0-6で一方的に落としたもののそこから驚異の立ち直りを見せ、0-6, 6-4, 7-5, 6-7(4), 7-6(5)で4時間48分に及ぶ戦いを制した。続く準決勝ではデル・ポトロとグランドスラムで3大会連続相まみえることとなったが、2セットを先行されたところで膝が限界を迎えて棄権、自身初の全米連覇は叶わなかった。
その後アジアシーズンは前述の負傷により全休。パリ・マスターズもエントリーこそしたものの大会前に棄権、ATPファイナルズも辞退を表明しシーズンを終了した。この間にジョコビッチが世界ランキング1位に返り咲いたため、年間最終ランクは2位。

### 2019年 全仏3連覇V12 全米V4 デビス杯V5
出場予定だったブリスベン国際をスキップし万全を期して挑んだ全豪オープンでは、3回戦でアレックス・デミノー、準々決勝でフランシス・ティアフォー、準決勝でステファノス・チチパスと期待の若手を次々と倒して全試合ストレート勝利で決勝進出。しかし決勝では第1シードのノバク・ジョコビッチに3-6, 2-6, 3-6と完敗、2年ぶり4度目の準優勝に終わった。BNPパリバ・オープンの準決勝を右膝の負傷で棄権すると、マイアミ・オープンは欠場。
復帰戦のモンテカルロ・マスターズでは準決勝でファビオ・フォニーニに4-6, 2-6で敗れ、大会4連覇を逃した。試合後、「クレーでは過去14年で最悪の試合の一つだった」と語った。続くバルセロナ・オープンではドミニク・ティームに、マドリード・マスターズでは対戦成績無敗のステファノス・チチパスに敗れクレーの大会でまさかの3大会連続準決勝敗退となった。全仏オープンの前哨戦であるローマ・マスターズでは不調から脱し、全試合ストレート勝ちで決勝に進出、決勝では世界ランキング1位のノバク・ジョコビッチを6-0, 4-6, 6-1で下し今シーズン初の優勝を果たした。迎えた全仏オープンでは、準々決勝で錦織圭を6-1, 6-1, 6-3のストレートで破ると、準決勝では最大のライバルでもあるロジャー・フェデラーを6-3, 6-4, 6-2で破り決勝進出。決勝では2年連続同一カードとなったドミニク・ティームに6-3, 5-7, 6-1, 6-1で勝利し、3連覇・12回目の優勝を果たした。
ウィンブルドン選手権は2月のメキシコ・オープンで敗れたニック・キリオスを2回戦で下すと、準々決勝ではサム・クエリーを破り2年連続でベスト4進出。準決勝では、ウィンブルドンでは2008年以来、11年ぶりの対戦となったフェデラーに6-7(3), 6-1, 3-6, 4-6で敗れ、全仏のリベンジを果たされた。ロジャース・カップでは、決勝でダニール・メドベージェフを6-3, 6-0と圧倒し、自身初となるハードコート大会での連覇を達成した。メドベージェフとは続く全米オープンの決勝でも対戦し、7-5,6-3,5-7,4-6,6-4の、全米決勝で最長となる4時間50分に及ぶ死闘を制し、4度目の優勝を成し遂げている。
アジアシーズンを全休し迎えたBNPパリバ・マスターズでは準決勝まで順当に勝ち上がっものの準決勝のデニス・シャポバロフ戦の直前に腹筋の炎症により棄権、最終戦のATPファイナルズの出場に不安を残す形となった。迎えた最終戦は2勝1敗ながらラウンドロビン敗退に終わったが、フェデラー、ジョコビッチと並ぶ通算5度目の年間1位が確定した。
デビスカップでは8試合に出場して全勝する大車輪の活躍で優勝に大きく貢献した。

### 2020年 全仏4連覇V13 全仏通算100勝 GS20勝 通算1000勝
ATPカップは8試合に出場する貢献ぶりを見せたが、セルビアとの決勝ではジョコビッチに敗れ、チームも準優勝だった。全豪オープンでは4年連続ベスト8入りしたが、準々決勝でティエムに敗れた。2月下旬のメキシコ・オープンで優勝。その直後より新型コロナウイルス感染症流行の影響でツアーが中断に。中断期間にはフェデラーらとのライブチャットを配信した。再開後も感染への懸念から全米オープンを含むアメリカでの大会を欠場。その後異例の時期に行われたクレーシーズンで復帰したが、初戦の9度制しているBNLイタリア国際では準々決勝でディエゴ・シュワルツマンに敗北した。
この年の全仏オープンは普段と季節の異なる9月に開催されたため、「寒さ」という新たな敵が出現した。さらには、今大会からボールがバボラ社製からウィルソン社製に変更され、ボールが重くなってスピンがかけにくくなり、スピンボールを多用するナダルにとって不利な条件下での戦いを強いられた。それでも、全仏オープンでは準々決勝まで全試合ストレートで勝ち上がると、準決勝では前哨戦で破れたディエゴ・シュワルツマンに6-3, 6-3, 7-6(7-0)で快勝。その後のジョコビッチとの決勝戦では、6-0, 6-2, 7-5のスコアでジョコビッチを圧倒し、前人未到の全仏オープン13度目の優勝。2017年全仏オープン以来の失セット数0での優勝となった。この勝利で、ツアーマッチ通算999勝目、クレー通算タイトル60勝目、全仏オープンマッチ通算100勝目、自身3度目の全仏4連覇を達成した。また、グランドスラム通算20勝目となりロジャー・フェデラーと並んで歴代1位に浮上した。
パリ・マスターズでは、2回戦でフェリシアーノ・ロペスに4-6, 7-6(7-5), 6-4で逆転勝利し、史上4人目のシングルス通算1000勝を達成した。ATPファイナルズはベスト4。年末順位は2位。

### 2021年 全仏3度目の敗退
全豪オープンは8強入りしたが、準々決勝でステファノス・チチパスに2セットアップからの逆転負けを喫した。以降は背中の負傷で欠場し、4月のモンテカルロ・マスターズで復帰。続くバルセロナ・オープン・バンコ・サバデルで、好調ステファノス・チチパスをマッチポイントを握られる接戦の末下し12度目の優勝。BNLイタリア国際でも、ズベレフら若手を倒して決勝に進み、決勝ではジョコビッチを制し、同大会10勝目を果たした。全仏オープンは順当に勝ち上ってベスト4入りしたが、準決勝でジョコビッチに6-3, 3-6, 6-7(4), 2-6で敗れ、5連覇・14勝目を逃してしまった。全仏で敗れるのは6年ぶりにして自身3度目のことであり、前回も対ジョコビッチだった。大会後、自身の体のことを考え、ウィンブルドン選手権と東京オリンピックを欠場することを発表した。8月20日に足のケガで今季終了することを報告した。

### 2022年 13年ぶり全豪優勝 ダブルグランドスラム達成 全仏V14・GS22勝目
1月、メルボルン・サマー・セットで始動し、決勝でマキシム・クレッシーを7-6(6), 6-3のストレートで優勝。迎えた全豪オープンでは準々決勝での第14シードのデニス・シャポバロフ戦で、2セットアップから追いつかれたものの、ここを3-6, 4-6, 4-6, 6-3, 6-3のフルセットで勝ち切ると、準決勝で第7シードのマッテオ・ベレッティーニを6-3, 6-2, 3-6, 6-3で下して、決勝の第2シードのダニール・メドベージェフ戦では2-6, 6-7(5), 6-4, 6-4, 7-5と2セットダウンからの逆転勝ちを収め、同大会2度目の優勝を果たした。また、グランドスラム大会の優勝回数を単独最多の21回に更新、ダブル・グランドスラムも記録した。
2月のメキシコ・オープンはすべてストレート勝ちで制覇。
3月、BNPパリバ・オープンでも、準決勝でカルロス・アルカラスを下して、開幕20連勝とした。しかし、決勝ではテイラー・フリッツに3-6, 6-7(5)のストレートで敗れ、連勝は止まった。大会後、試合中に訴えていた胸の痛みの原因は胸部の疲労骨折だったことが判明し、最大で6週間離脱すると発表した。
5月、ムチュア・マドリード・オープンで復帰。準々決勝で同胞のアルカラスに2-6, 6-1, 3-6で敗れた。続くBNLイタリア国際では3回戦でシャポバロフに6-1, 5-7, 2-6で逆転負けをし、足の状態が悪いことが露呈した。
全仏オープンでは、4回戦でフェリックス・オジェ＝アリアシムを3-6, 6-3, 6-2, 3-6, 6-3のフルセットで下すと、準々決勝では前年王者のノバク・ジョコビッチを6-2, 4-6, 6-2, 7-6(4)で破り、準決勝進出。準決勝では7-6(8), 6-6とリードした所でアレクサンダー・ズベレフが右足首の負傷によって途中棄権を申し入れ、ナダルの決勝進出が決まった。決勝では初のグランドスラム決勝進出を決め、ナダルのアカデミーで練習してきたキャスパー・ルードとの初対戦。ルードを6-3, 6-3, 6-0で下し、大会最多14度目の優勝及びグランドスラム大会の男子最多記録となる22度目の優勝となった。36歳での優勝は同大会男子シングルスの最年長記録。
年間グランドスラムへの資格を得て挑んだウィンブルドン選手権でも勝ち上がっていたが、準々決勝のテイラー・フリッツ戦で腹部を負傷。試合は続行し、3-6, 7-5, 3-6, 7-5, 7-6(4)と最終セットタイブレークを制してベスト4入りしたが、翌日、ニック・キリオスとの準決勝の棄権を発表した。

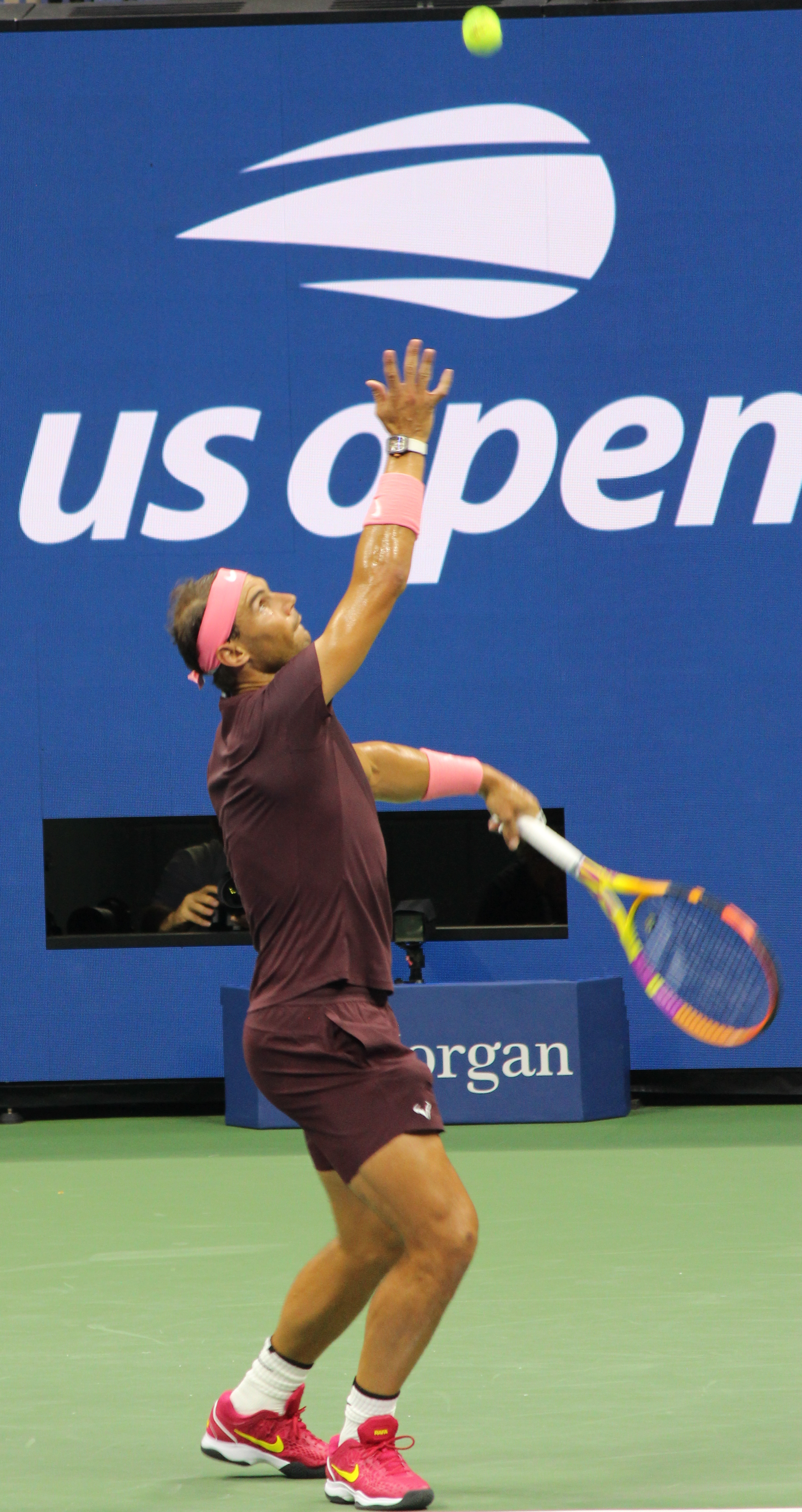
2022年全米オープンでのラファエル・ナダル

8月、ウエスタン・アンド・サザン・オープンで復帰するも、2回戦でボルナ・コリッチに6-7(9), 6-4, 3-6で敗れた。全米オープンでは4回戦でフランシス・ティアフォーに4-6, 6-4, 4-6, 3-6で敗退。ATPファイナルズ2022は1勝2敗でラウンドロビン敗退。年末最終ランキングは2位。

### 2023年 怪我による長期離脱
1月、連覇をかけた全豪オープンでは2回戦でマッケンジー・マクドナルドに4–6, 4–6, 5–7のストレートで敗退し、自身初めて同大会2回戦で姿を消した。大会後の検査で、股関節の負傷により長期離脱することになった。3月20日付けの世界ランキングで13位となり、約18年ぶりにトップ10から外れた。5月19日、キャリア初の全仏オープン欠場の発表と、来季限りでの引退を示唆した。6月12日には世界ランク136位に下がり、20年ぶりのトップ100圏外となった。以降も試合に出場することなく、年内全休となった。年間最終ランキングは670位。

### 2024年 引退
12月31日から始まったブリスベン国際で復帰し、ベスト8まで進出。しかし、準々決勝のジョーダン・トンプソン戦第3セット途中に左足を負傷し、逆転負け。その影響を受けて全豪オープンを欠場した。クレーシーズンからツアーに復帰した。全仏オープンの1回戦では第4シードのアレクサンダー・ズベレフに3-6, 6-7(5), 3-6のストレートで破れ、自身初の同大会初戦敗退で全仏通算4敗目を喫した。五輪に備えるためウィンブルドンは欠場し、7月のスウェーデン・オープンに出場。ツアーで2年ぶりに決勝に進出したが、ヌーノ・ボルジェスに敗れ準優勝だった。パリオリンピックのスペイン代表に選出され、開会式ではジネディーヌ・ジダンやカール・ルイス、セリーナ・ウィリアムズらと共に聖火リレーへ参加した。シングルスでは2回戦でジョコビッチとの通算60回の対戦となり、1-6, 4-6で敗れた。これがナダルとジョコビッチの最後の公式戦となった。カルロス・アルカラスと組んだダブルスでは準々決勝敗退となった。その後は再び休養に入り、10月10日に、11月のデビスカップ・ファイナルズを最後に現役を引退すると表明。最後の大会となったデビスカップでは、準々決勝オランダ戦のシングルス第1試合に出場し、ボーティック・ファン・デ・ザンスフルプに4-6, 4-6で敗れた。スペインがオランダに敗れたため、この試合がナダルの最後の試合となり、輝かしいキャリアを終えた。試合後のセレモニーでは、万雷の拍手とともに「バモス！ラファ！」のチャントが鳴り響き、ナダルは「想像していたよりもずっと長く、趣味のひとつをキャリアにすることができた。人生には感謝しかない。」と語った。

## プレースタイル
守備範囲の広さと攻撃の多様さで知られる史上屈指の選手の1人。
強烈で重いトップスピンのグランドストローク、速く持続力のあるフットワーク、そして粘り強い守備を武器にしたアグレッシブ・カウンターパンチャー。高い予測能力で一見届かないと思われたボールも打つことができる守備力を持つ。また、重いトップスピンで相手を後方に追いやった後のドロップショットも武器。
非常にスイングスピードが速く、通常のラリーの中から一発でウィナーを取れるだけのパワーを持っている。低い打点からボールを引きつけ完璧な構えから打つことで全身のパワーを乗せることができ、効率の良い身体の使い方と天性のバネにより、抜群のスイング・スピードを生み出している。
ストロークにおいてとりわけ異彩を放っているのは、スピンとスピードが他の誰よりも高次元で両立していることである。ナダルは高低差の激しいボールを打つがそのショットはスピードにあふれ、かつバウンドは極端に高く弾む。テイクバックは小さめでコンパクトなスイングでハードヒットしているため、クレーコートの遅くイレギュラーが多く良く弾むコートを非常に得意としておりリターンにも強い。

## エピソード
- ナダルは自伝の中で幼少時代にフォアもバックも明確ではなく、どちらも両手で打っていたが叔父のトニー・ナダルに、どちらかは片手で打つようにと助言されて自然と左打ちになったと語っている。
- 2003年5月28日にマヨルカ天文台で発見された小惑星が、この島の出身者であるナダルにちなんで「ラファエル・ナダル (小惑星)」（128036 Rafaelnadal）と名づけられた。
- エル・ドリーム・チームやサッカースペイン代表で活躍したサッカー選手のミゲル・アンヘル・ナダルは叔父にあたる。
- 幼いころサッカーをしていたこともありサッカーの大ファンで、2010年ワールドカップの決勝戦、スペイン対オランダを応援しに南アフリカまでかけつけたり、楽天オープンで来日の際にはアルゼンチン対日本の試合会場にも姿を現している[53][54]。2011年にそれまで度々スタジアムに応援に駆けつけていたレアル・マドリードの名誉会員(ソシオ)となる[55]。また、地元チームのRCDマヨルカの株主でもあったが2011年12月に保有株の一部を売却した[56]。
- アニメ『ドラゴンボール』の特に孫悟空の大ファンで筋肉のつけ方やウェアなどはそれを意識したともいわれている。本人の公式サイトでも"I love dragon ball, I have all the dvd and I travel with most of them"（私はドラゴンボールが大好きで、全てのDVDを持っているし、旅行するときも持っていっている）と述べている[57]。
- 2011年に自伝『Rafa: My Story』を発表（ISBN 978-1847445155）。9月30日に実業之日本社から日本語版が発売された（ISBN 978-4-408-45357-6）。
- 2012年後半よりツアーを離脱したのは、ドーピング検査で陽性反応を示したことを隠すためだったとフランスのロズリーヌ・バシュロ＝ナルカン元保健・青年・スポーツ大臣が発言したことを受け、ナダルはイメージを損なわれたとして10万ユーロの損害賠償を求め提訴[58]。2017年11月16日にパリ裁判所はナダル勝訴の判決とバシュロに1万2000ユーロを支払う判決を言い渡し、ナダルは賠償金の全額をフランスのチャリティーへ寄付すると発表した[59]。
- 2016年6月、故郷であるスペイン・マヨルカ島のマナコルにラファ・ナダルアカデミーを開校。アメリカンインターナショナルスクールも併設しており卒業後はアメリカの大学を視野に入れた教育を行っている。プランBが日本の正規代理店となっている。
- そのナダルアカデミーのコートを利用して、自らの名を冠したATPチャレンジャーツアー大会のラファ・ナダル・オープン・バンコ・サバテル（英語版）が開催されている[60]。
- 2017年5月、ESPNは世界で最も有名なアスリート100人を発表し、ナダルは9位に選出された。テニス選手ではロジャー・フェデラーに次ぐ2位[61]。
- 2019年6月、アメリカの経済誌フォーブスは2019年版の世界のアスリートの年収を公表した[62]。ナダルの年収は3500万ドルであり、世界のスポーツ選手で37位にランクインした。テニス選手ではフェデラー、ジョコビッチ、錦織に次ぐ4位。
- ゴルフは、2020年現在、ハンデキャップインデックス0.3の腕前を持つとされている。2020年10月24日には、故郷のマヨルカ島で開催されたプロゴルフ大会バレアレス選手権に出場した[63]。
- CBSの 60 Minutes におけるインタビューで、これまで一度も試合中に怒ってラケットを破壊したことはない、と明かした[64]。家族がそれを許さないし、もしラケット破壊をしたらそれは自分の感情をコントロールできていないことを意味すると述べた。
- 同じインタビューで、試合中の不安が重要である、という考えを示した[65]。不安を感じないのであればそれは傲慢を意味する、テニスはいつ何が起こるか分からないスポーツであり、不安を感じることによって、注意を保つことができると述べた。

- 2025年全仏オープン大会主催者からはナダルの素晴らしい功績を敬意を示し、特別トロフィーが授与され、センターコートに埋め込まれた足形のプレートもお披露目された。

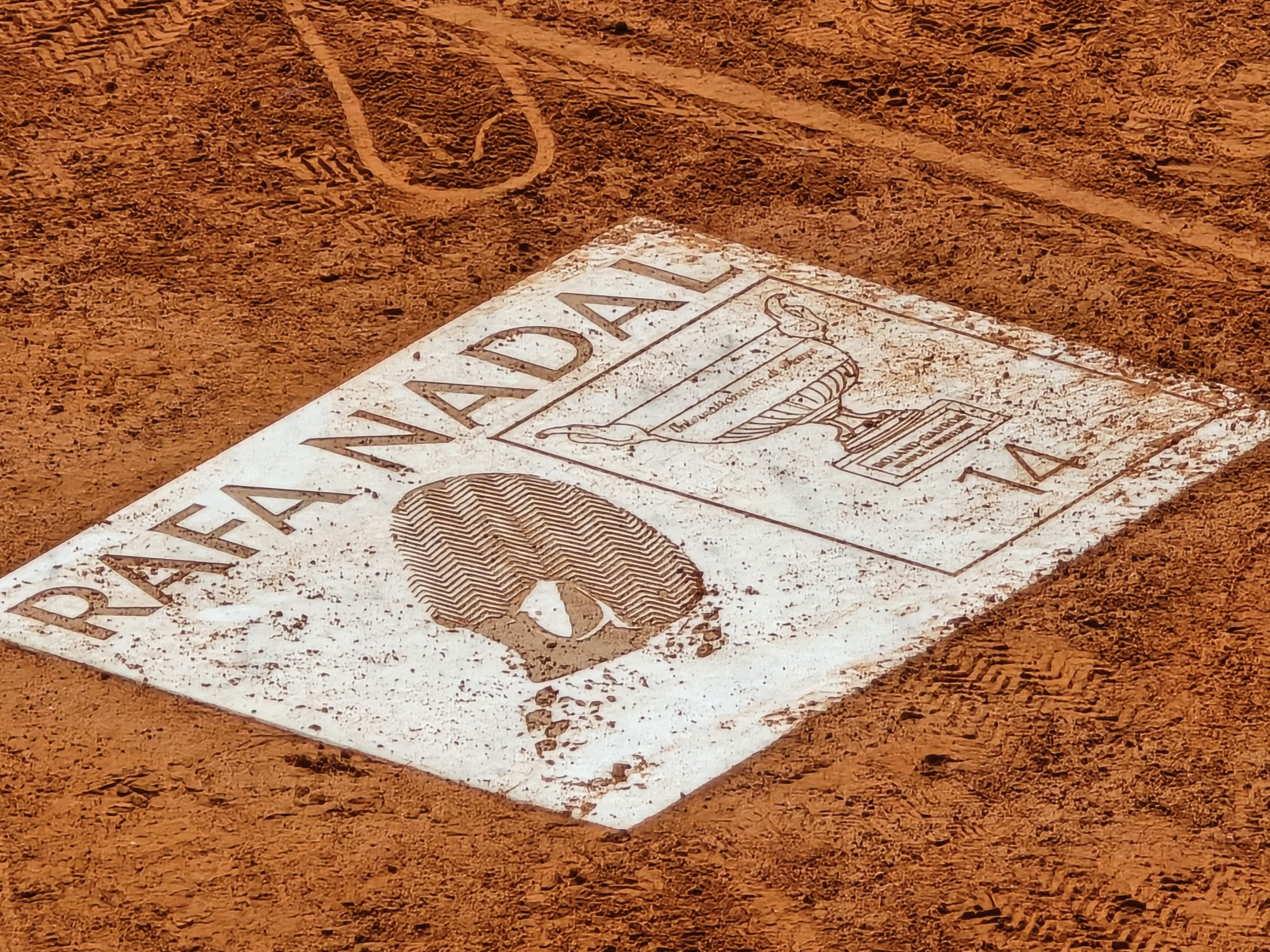
2025年全仏オープンで披露されたナダルの足形プレート

## 記録

### 全期間
| 大会                     | 年   | 記録                                                                    | 他記録者                                               |
| ------------------------ | ---- | ----------------------------------------------------------------------- | ------------------------------------------------------ |
| 全大会                   | 1877 | 一つの大会で8連覇（モンテカルロ・マスターズ）                           | 単独記録                                               |
| グランドスラム           | 1877 | ダブルキャリアグランドスラム（2005仏 - 2022豪）                         | ロッド・レーバー ロイ・エマーソン ノバク・ジョコビッチ |
| グランドスラム           | 1877 | 男子シングルス優勝回数歴代2位 「22回」（2005仏 - 2022仏）               | ノバク・ジョコビッチ                                   |
| グランドスラム           | 1877 | 男子シングルス決勝進出回数歴代2位 「30回」                              | -                                                      |
| グランドスラム           | 1877 | 一つの男子グランドスラム大会で14回優勝（全仏オープン）                  | 単独記録                                               |
| グランドスラム           | 1877 | 10年連続でグランドスラム大会のいずれかに優勝（2005 - 2014）             | 単独記録                                               |
| グランドスラム           | 1877 | 失セット数0で優勝 「4回」                                               | 単独記録                                               |
| グランドスラム           | 1877 | 同じ年に3つの異なるサーフェスのグランドスラムで優勝した男子選手（2010） | ノバク・ジョコビッチ                                   |
| モンテカルロ・マスターズ | 1897 | 男子シングルス最多優勝「11回」                                          | 単独記録                                               |
| 全仏オープン             | 1925 | 男子シングルス最多優勝「14回」                                          | 単独記録                                               |
| ローマ・マスターズ       | 1930 | 男子シングルス最多優勝「10回」                                          | 単独記録                                               |
| バルセロナ・オープン     | 1953 | 男子シングルス最多優勝「12回」                                          | 単独記録                                               |
| マドリード・オープン     | 1990 | 男子シングルス最多優勝「5回」                                           | 単独記録                                               |
| マスターズ1000           | 1970 | 10年連続でマスターズのいずれかに優勝（2005 - 2014）                     | 単独記録                                               |
| マスターズ1000           | 1970 | 21大会連続で準々決勝に進出（2008 - 2010）                               | 単独記録                                               |
| マスターズ1000           | 1970 | ローマ・マスターズに17年中10回優勝（2005 - 2021）                       | 単独記録                                               |

### オープン化以降
| 期間                         | グランドスラム記録                                         | 他記録者                                                                    |               |
| ---------------------------- | ---------------------------------------------------------- | --------------------------------------------------------------------------- | ------------- |
| 2005 全仏 — 2010 全米        | キャリアゴールデンスラム                                   | アンドレ・アガシ                                                            | [ 66 ]        |
| 2005 全仏 — 2010 全米        | キャリアグランドスラム                                     | ロッド・レーバー アンドレ・アガシ ロジャー・フェデラー ノバク・ジョコビッチ | [ 67 ]        |
| 2005 全仏 — 2010 全米        | 最年少キャリアグランドスラム（24歳）                       | 単独記録                                                                    | [ 67 ] [ 68 ] |
| 2005 全仏 — 2010 全米        | ハード、クレー、芝の大会それぞれで2回以上優勝              | マッツ・ビランデルbrノバク・ジョコビッチ                                    | [ 67 ]        |
| 2005 全仏 — 2022 全仏        | 1つの大会で14回優勝                                        | 単独記録                                                                    |               |
| 2005–2014                    | 10年連続でいずれかの大会で優勝                             | 単独記録                                                                    | [ 69 ]        |
| 2010 全仏 — 2010 全米        | 同じ年にハード、クレー、芝の大会で優勝                     | 単独記録                                                                    | [ 70 ]        |
| 2007 全仏 — 2020 全仏        | 1セットも落とさずに決勝進出「7回」                         | 単独記録                                                                    | [ 73 ] [ 74 ] |
| 2008 全仏 — 2009 全豪        | クレー、芝、ハードコートのタイトルを同時保持               | ロジャー・フェデラー                                                        | [ 75 ]        |
| 2008 全仏— 2009 全豪         | クレー、芝、ハードコート、オリンピックのタイトルを同時保持 | 単独記録                                                                    | [ 76 ]        |
| 2008 全英— 2008 オリンピック | オリンピック金メダルとウィンブルドンタイトル同時保持       | アンディ・マリー                                                            |               |

| グランドスラム | 期間                   | グランドスラム記録             | 他記録者             |        |
| -------------- | ---------------------- | ------------------------------ | -------------------- | ------ |
| 全仏           | 2005–2022              | 最多優勝「14回」               | 単独記録             | [ 77 ] |
| 全仏           | 2010–2014              | 5連覇                          | 単独記録             | [ 77 ] |
| 全仏           | 2005–2022              | 最多決勝進出「14回」           | 単独記録             | [ 78 ] |
| 全仏           | 2010–2014              | 5年連続決勝進出                | 単独記録             | [ 79 ] |
| 全仏           | 2005–2022              | 最多準決勝進出「15回」         | 単独記録             | [ 77 ] |
| 全仏           | 2017–2022              | 6年連続準決勝進出              | ノバク・ジョコビッチ |        |
| 全仏           | 2005–2022              | 最多勝利 「112勝」             | 単独記録             | [ 80 ] |
| 全仏           | 2010–2014              | 35連勝                         | 単独記録             | [ 77 ] |
| 全仏           | 2005–2020              | 最高勝率「98.0%」（100–2）     | 単独記録             | [ 81 ] |
| 全仏           | 2008, 2010, 2017, 2020 | 1セットも落とさずに優勝「4回」 | 単独記録             | [ 77 ] |
| 全仏           | 2005                   | 初出場で優勝                   | マッツ・ビランデル   | [ 82 ] |

| 期間               | 記録                                                                   | 他記録者                                  |                    |
| マスターズ1000記録 | マスターズ1000記録                                                     | マスターズ1000記録                        | マスターズ1000記録 |
| ------------------ | ---------------------------------------------------------------------- | ----------------------------------------- | ------------------ |
| 2005–2019          | マスターズ優勝 「35回」                                                | 単独記録                                  | [ 83 ]             |
| 2013               | マスターズ1000で4大会連続優勝                                          | ノバク・ジョコビッチ                      |                    |
| 2013               | 1シーズンで8回準決勝進出                                               | ノバク・ジョコビッチ                      |                    |
| 2005–2013          | 全てのマスターズ1000の決勝に進出経験                                   | ロジャー・フェデラー ノバク・ジョコビッチ |                    |
| 2010               | クレースラム                                                           | 単独記録                                  | [ 85 ]             |
| 2005–2018          | モンテカルロ・マスターズ優勝「11回」                                   | 単独記録                                  |                    |
| 2005–2019          | ローマ・マスターズ優勝 「9回」                                         | 単独記録                                  |                    |
| 2005–2017          | マドリード・オープン優勝 「5回」                                       | 単独記録                                  |                    |
| 2005–2019          | マスターズ異なる3大会で優勝「5回以上」（モンテカルロ、ローマ、カナダ） | ノバク・ジョコビッチ                      |                    |
| 他記録             |                                                                        |                                           |                    |
| 2005–2007          | クレーコート 「81連勝」                                                | 単独記録                                  | [ 86 ] [ 87 ]      |
| 2004–2013          | 世界ランキング1位の選手に19勝                                          | ボリス・ベッカー                          |                    |
| 2002–2014          | クレーコート勝率 「92.98%」（318–24）                                  | 単独記録                                  | [ 88 ]             |
| 2002–2014          | 屋外コート勝率「85.83%」（639–106）                                    | 単独記録                                  | [ 89 ]             |
| 2005–2013          | 4つの異なる大会で7回以上優勝                                           | 単独記録                                  | [ 73 ] [ 90 ]      |
| 2005–2012          | 1つの大会で8連覇（モンテカルロ）                                       | 単独記録                                  | [ 91 ]             |
| 2004–2006          | ティーンエージャーで16回優勝                                           | ビヨン・ボルグ                            | [ 92 ]             |
| 2005–2021          | バルセロナ・オープン優勝「12回」                                       | 単独記録                                  |                    |

## 4大大会優勝
- 全豪オープン：2勝（2009, 22年）〔準優勝4度：2012, 14, 17, 19年〕
- 全仏オープン：14勝（2005-08, 10-14, 17-20, 22年） ※2010年 - 14年 大会5連覇
- ウィンブルドン：2勝（2008, 10年）〔準優勝3度：2006, 07, 11年〕
- 全米オープン：4勝（2010, 13, 17, 19年）〔準優勝1度：2011年〕

| 年     | 大会           | 対戦相手                 | 試合結果                |
| ------ | -------------- | ------------------------ | ----------------------- |
| 2005年 | 全仏オープン   | マリアノ・プエルタ       | 6-7, 6-3, 6-1, 7-5      |
| 2006年 | 全仏オープン   | ロジャー・フェデラー     | 1-6, 6-1, 6-4, 7-6      |
| 2007年 | 全仏オープン   | ロジャー・フェデラー     | 6-3, 4-6, 6-3, 6-4      |
| 2008年 | 全仏オープン   | ロジャー・フェデラー     | 6-1, 6-3, 6-0           |
| 2008年 | ウィンブルドン | ロジャー・フェデラー     | 6-4, 6-4, 6-7, 6-7, 9-7 |
| 2009年 | 全豪オープン   | ロジャー・フェデラー     | 7-5, 3-6, 7-6, 3-6, 6-2 |
| 2010年 | 全仏オープン   | ロビン・セーデリング     | 6-4, 6-2, 6-4           |
| 2010年 | ウィンブルドン | トマーシュ・ベルディハ   | 6-3, 7-5, 6-4           |
| 2010年 | 全米オープン   | ノバク・ジョコビッチ     | 6-4, 5-7, 6-4, 6-2      |
| 2011年 | 全仏オープン   | ロジャー・フェデラー     | 7-5, 7-6, 5-7, 6-1      |
| 2012年 | 全仏オープン   | ノバク・ジョコビッチ     | 6-4, 6-3, 2-6, 7-5      |
| 2013年 | 全仏オープン   | ダビド・フェレール       | 6-3, 6-2, 6-3           |
| 2013年 | 全米オープン   | ノバク・ジョコビッチ     | 6-2, 3-6, 6-4, 6-1      |
| 2014年 | 全仏オープン   | ノバク・ジョコビッチ     | 3-6, 7-5, 6-2, 6-4      |
| 2017年 | 全仏オープン   | スタン・ワウリンカ       | 6-2, 6-3, 6-1           |
| 2017年 | 全米オープン   | ケビン・アンダーソン     | 6-3, 6-3, 6-4           |
| 2018年 | 全仏オープン   | ドミニク・ティーム       | 6-4, 6-3, 6-2           |
| 2019年 | 全仏オープン   | ドミニク・ティーム       | 6-3, 5-7, 6-1, 6-1      |
| 2019年 | 全米オープン   | ダニール・メドベージェフ | 7-5, 6-3, 5-7, 4-6, 6-4 |
| 2020年 | 全仏オープン   | ノバク・ジョコビッチ     | 6-0, 6-2, 7-5           |
| 2022年 | 全豪オープン   | ダニール・メドベージェフ | 2-6, 6-7, 6-4, 6-4, 7-5 |
| 2022年 | 全仏オープン   | キャスパー・ルード       | 6-3, 6-3, 6-0           |

## 成績
略語の説明
| W | F | SF | QF | #R | RR | Q# | LQ | A | Z# | PO | G | S | B | NMS | P | NH |

W=優勝, F=準優勝, SF=ベスト4, QF=ベスト8, #R=#回戦敗退, RR=ラウンドロビン敗退, Q#=予選#回戦敗退, LQ=予選敗退, A=大会不参加, Z#=デビスカップ/BJKカップ地域ゾーン, PO=デビスカップ/BJKカッププレーオフ, G=オリンピック金メダル, S=オリンピック銀メダル, B=オリンピック銅メダル, NMS=マスターズシリーズから降格, P=開催延期, NH=開催なし.

### グランドスラム大会
| 大会           | 2003 | 2004 | 2005 | 2006 | 2007 | 2008 | 2009 | 2010 | 2011 | 2012 | 2013 | 2014 | 2015 | 2016 | 2017 | 2018 | 2019 | 2020 | 2021 | 2022 | 2023 | 2024 | 通算成績 |
| -------------- | ---- | ---- | ---- | ---- | ---- | ---- | ---- | ---- | ---- | ---- | ---- | ---- | ---- | ---- | ---- | ---- | ---- | ---- | ---- | ---- | ---- | ---- | -------- |
| 全豪オープン   | A    | 3R   | 4R   | A    | QF   | SF   | W    | QF   | QF   | F    | A    | F    | QF   | 1R   | F    | QF   | F    | QF   | QF   | W    | 2R   | A    | 76–15    |
| 全仏オープン   | A    | A    | W    | W    | W    | W    | 4R   | W    | W    | W    | W    | W    | QF   | 3R   | W    | W    | W    | W    | SF   | W    | A    | 1R   | 112–4    |
| ウィンブルドン | 3R   | A    | 2R   | F    | F    | W    | A    | W    | F    | 2R   | 1R   | 4R   | 2R   | A    | 4R   | SF   | SF   | NH   | A    | SF   | A    | A    | 58–12    |
| 全米オープン   | 2R   | 2R   | 3R   | QF   | 4R   | SF   | SF   | W    | F    | A    | W    | A    | 3R   | 4R   | W    | SF   | W    | A    | A    | 4R   | A    | A    | 67–12    |
| 合計           | 3-2  | 3-2  | 13-3 | 17-2 | 20-3 | 24-2 | 15-2 | 25-1 | 23-3 | 14-2 | 14-1 | 16-2 | 11-4 | 5-2  | 23-2 | 21-3 | 24-2 | 11-1 | 9-2  | 22-1 | 1-1  | 0-1  | 314–44   |

※: 2016年全仏3回戦と2022年ウィンブルドン準決勝の不戦敗と2019年全米オープン2回戦の不戦勝は通算成績に含まない。

### 大会最高成績
| 大会                 | 成績 | 年                                                  |
| -------------------- | ---- | --------------------------------------------------- |
| ATPファイナルズ      | F    | 2010, 2013                                          |
| インディアンウェルズ | W    | 2007, 2009, 2013                                    |
| マイアミ             | F    | 2005, 2008, 2011, 2014, 2017                        |
| モンテカルロ         | W    | 2005–2012, 2016–2018                                |
| マドリード           | W    | 2005, 2010, 2013, 2014, 2017                        |
| ローマ               | W    | 2005–2007, 2009, 2010, 2012, 2013, 2018, 2019, 2021 |
| カナダ               | W    | 2005, 2008, 2013, 2018, 2019                        |
| シンシナティ         | W    | 2013                                                |
| 上海                 | F    | 2009, 2017                                          |
| パリ                 | F    | 2007                                                |
| ハンブルク           | W    | 2008                                                |
| オリンピック         | G    | 2008                                                |
| デビスカップ         | W    | 2004, 2008, 2009, 2011, 2019                        |
| ATPカップ            | F    | 2020                                                |
| ユナイテッド・カップ | RR   | 2023                                                |

### 世界ランキング
|      | 2002 | 2003 | 2004 | 2005 | 2006 | 2007 | 2008 | 2009 | 2010 | 2011 | 2012 | 2013 | 2014 | 2015 | 2016 | 2017 | 2018 | 2019 | 2020 | 2021 | 2022 | 2023 |
| ---- | ---- | ---- | ---- | ---- | ---- | ---- | ---- | ---- | ---- | ---- | ---- | ---- | ---- | ---- | ---- | ---- | ---- | ---- | ---- | ---- | ---- | ---- |
| 順位 | 200  | 49   | 51   | 2    | 2    | 2    | 1    | 2    | 1    | 2    | 4    | 1    | 3    | 5    | 9    | 1    | 2    | 1    | 2    | 6    | 2    | 670  |

## 受賞歴
- ITFワールドチャンピオン（2008、2010）
- ATP最優秀選手賞（2008、2010、2013）
- ゴールデンベーグル賞（2005、2008-2009）
- ローレウス世界スポーツ賞 年間最優秀新人選手賞（2006）
- ローレウス世界スポーツ賞 年間最優秀男子選手賞（2011）
- アストゥリアス公スポーツ賞（2008）
- ATPステファン・エドベリ スポーツマンシップ賞（2010、2018-2019）
- BBC海外スポーツパーソナリティ賞（2010）
- スペイン スポーツマン賞（2006、2008、2013）
- レキップチャンピオンオブ・チャンピオン賞（2010、2013）
- ESPY最優秀選手賞（2011、2014）
- アーサー・アッシュ ヒューマニタリアン賞（2011)
- ATPカムバック賞（2013）
- ATP最優秀新人賞（2003）
- ATP Most Improved Player（2005）
- ローレウス世界スポーツ賞 年間最優秀復帰選手賞（2014）
- ローレウス世界スポーツ賞 スポーツ貢献賞（ラファ・ナダル財団）（2024）
- ローレウス世界スポーツ賞 スポーツ・アイコン賞（2025）